# Тартаків

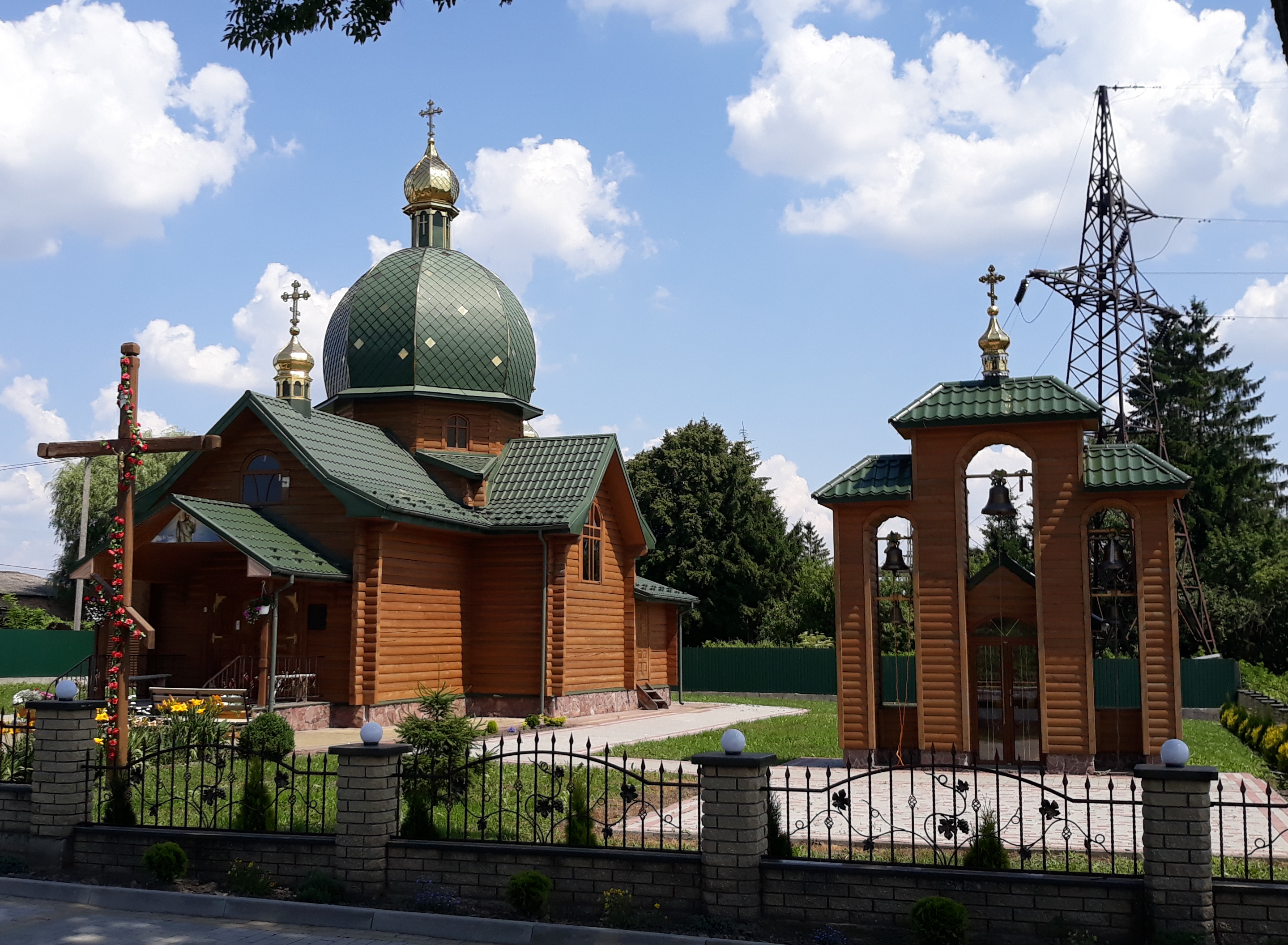
Храм Різдва Іоана Предтечі Православна Церква України (ПЦУ)

Тарта́ків — село Шептицького району Львівської області (пол. Tartaków), до 1939 року окремо існувало місто Тартаків та село Тартаків.

## Назва
Назва села Тартаків походить від пристрою для нарізки дерева «тартак» (лісопильня).

## Історія
Уперше письмова згадка про Тартаків подана у документі 22 грудня 1415 року. Цього дня, перебуваючи у Белзі, князь мазовецький Земовит IV (1352—1426) надав три села у Сокальському повіті плоцькому воєводі Прандоті (Прендоту) з Желязної і Желехлінки (помер 1465/1466 р.) та його брату Анджею на прізвисько Грот. Наступна згадка про Тартаків припадає на 1426 р., де в документі князів Белза Земовита V і Владислава, виданому в Сокалі вирішуються справи розмежування володіння Готґарда.
У 1462 році навколо нього утворено Сокальське староство, до якого увійшли такі села як Старгород, Угринів, Варяж, Скоморохи, Тартаків, Спасів, Переспа, Зубків, Шпиколоси та чимало інших.
З 1587 р. тартаківські маєтки належали родині Тшцінських (Trzciński h. Rawicz), згодом — родині магнатів Потоцьких.
Родина Тшцінських, які називались також Прандота-Тшцінські (Prandota-Trzciński) (Прандота, то слово придомок), це стара мазовецька родина, яка походить з села Тшцяна (Trzciana) у воєводстві Равським, парафія Стара Рава (сучасне Лодзинське воєводство), де згадка про них датується в місцевих актах від 1506 року.
1685 р. на прохання власника поселення магната Щенсного Казимира Потоцького Тартаків отримав привілей і права містечка (маґдебурґію). Король Ян III Собеський дозволив щорічно проводити у містечку чотири ярмарки (з участю купців-німців, -французів, -татар, -турків, -росіян, які привозили товари) тривалістю по два тижні, щотижня в п'ятницю — торг. На основі наданого привілею збудовано Тартаківську ратушу зі стрімкою вежею і годинником на вежі, навколо ратуші оригінально закладено в чотирикутнику ринок у стилі бароко, де були розміщені крамниці та численні склади для товарів. До ратуші вело п'ять в'їзних брам. Для захисту від нападу грабіжників ринок був перетворений на замково-оборонну фортецю. Вартовий, який стояв на сторожі на вежі ратуші, при наближенні небезпеки сповіщав мешканців. Тоді негайно зачинялися брами, зникали товари, озброєна сторожа займала свої пости. На склепінні Тартаківського костьолу пензлем художника Станіслава Строїнського відтворено облогу ринку татарами та оборону залогою і мешканцями містечка.
Воєвода київський Щенсний Казимир Потоцький надавав новоприбулим посадникам вільні землі; євреям дозволив відкрити друкарню, згодом зачинив друкарські преси, передав їх єзуїтам. У місті була єврейська синагога. Розвивалися текстильне, ювелірне, миловарне і лимарне ремесла. Виготовляли пиво, пізніше функціонували ґуральня і цегельня. У 1748 р. король Август III підтвердив містечку права. Містечко було фортецею, яка також захищала підступи до Кристинополя (Шептицького).
1774 року мешканці Тартакова під охороною війська склали в костьолі присягу вірності цісаревій і цісарю. На запитання, чи визнають тодішніх правителів за цісаря і свого пана, селянин відповів: «Нехай там і чорт буде цісарем, щоб тільки добрим був паном, то ми будемо його слухати». 1784 р. утворено маґістрат у складі президента, двох бургомістрів і міського писаря.
Тартаківські ярмарки набули визнання, коли цісар купив собі на одному з них коня арабської породи, а для свого секретаря хутра. Згодом за австрійських часів ярмарки перенесено за кордон, і містечко почало занепадати.
1784 року пожежа знищила 130 будинків, зубожілим мешканцям була надана допомога з каси ім. Кузневича.
1890 р. населення міста разом з двірським обшаром нараховувало 1280 мешканців, у тому числі 277 римо-католиків, 212 греко-католиків, 790 юдеїв. У містечку працювала двокласна чоловіча та окрема жіноча школи, які в 1899 р. реорганізовано в чотирикласну змішану.

## Територія
На кінець XIX ст. містечко Тартаків разом Тартаковом-селом і Тартаковцем становили одну громаду. Територія району перебувала (до 1772 р. і в 1918–1939 рр.) у межах польської держави, а також Австро-Угорщини (1772–1918 рр.).
У період приналежності до Польщі (1920–1939 рр.) за адміністративним поділом існували: Тартаків — місто, Тартаків і Тартаківець — село. У містечку була семикласна школа, постерунок поліції і два млини. Працювали ремісники-кустарі.
1 серпня 1934 р. було здійснено новий поділ на сільські ґміни шляхом об'єднання дотогочасних (збережених від Австро-Угорщини) гмін, які позначали громаду села. Була утворена Ґміна Тартакув Място Центром ґміни було село Тартаків Місто. до складу ґміни входили дотогочасні сільські гміни: Бобятин, Горбків, Комарів, Копитів, Лещатів, Лучичі, Переспа, Первятичі, Спасів, Шарпанці, Тартаків місто, Тартаків, Тартаковець, Волиця Комарева, Зубків[2].
На 1.01.1939 проживали:
- Тартаків Місто — 1790 мешканців, з них 250 українців-грекокатоликів, 90 українців-римокатоликів, 450 поляків

(за Австрії вживали переважно українську мову), 1000 євреїв;
- Тартаків Село — 1290 мешканців, з них 1030 українців-грекокатоликів, 190 українців-римокатоликів, 60 поляків, 10 євреїв;
- Тартаковець — 1010 мешканців, з них 660 українців-грекокатоликів, 350 українців-римокатоликів, 20 поляків, 10 євреїв[4].

Міська греко-католицька церква Різдва Пресвятої Богородиці (змурована в 1875 році) була парафіяльною церквою Сокальського деканату Перемишльської єпархії.
27 вересня 1939 року відповідно до Пакту Молотова — Ріббентропа територія ґміни була зайнята радянськими військами, 17 січня 1940 року включена до Сокальського району Львівської області, а у 1941—1944 роках входила до Дистрикту Галичина.
1941 р. гітлерівські війська піддали артилерійському обстрілу поселення Тартакова. Пожежа, що виникла, знищила багато будинків, і, по суті, містечко припинило існування. Відродилось воно після війни вже як частина одного із сіл Сокальського району.

## Пам'ятки архітектури

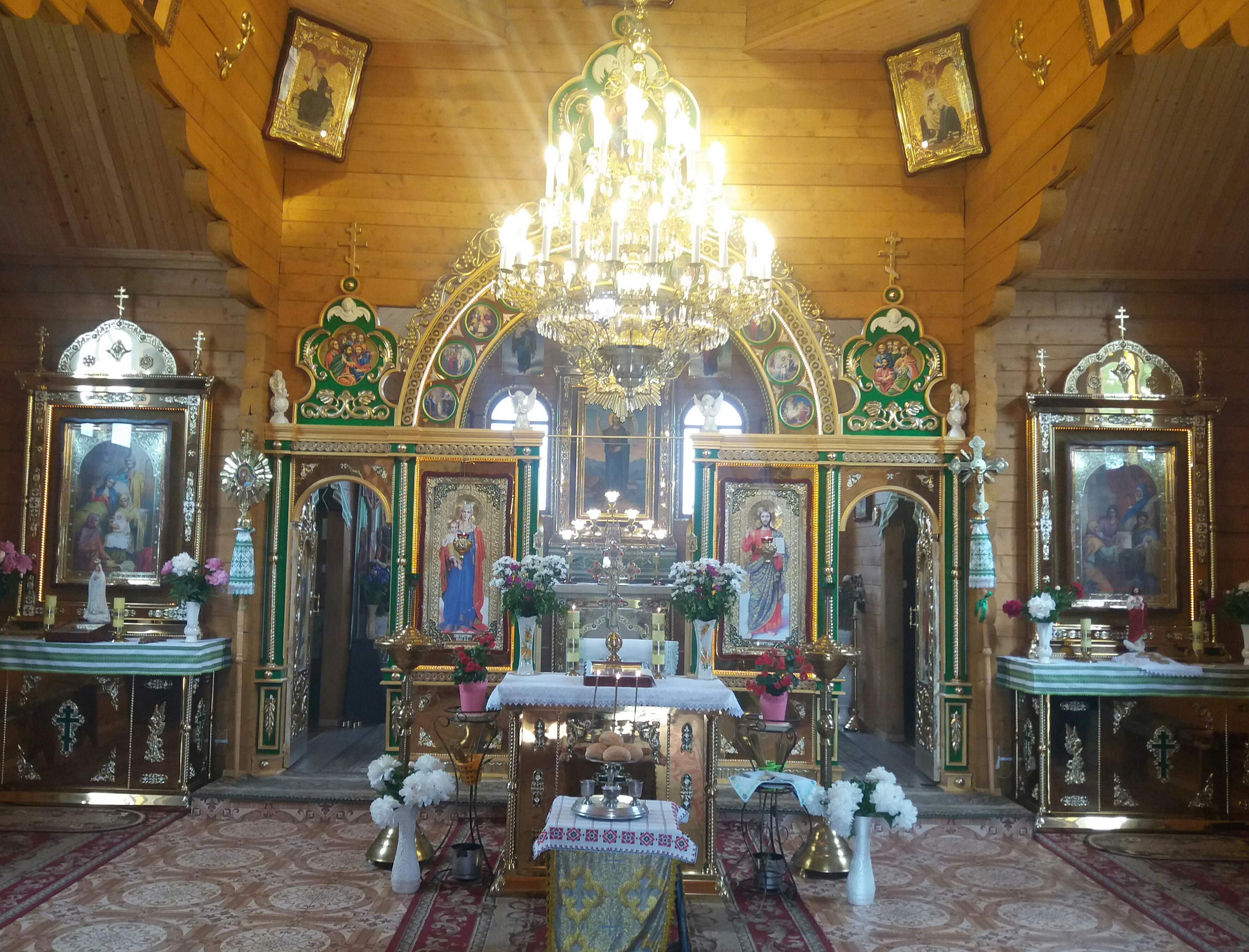
Храм Різдва Іоана Предтечі УПЦ (ПЦУ)

### Тартаківська ратуша
Втрачена на сьогодні Тартаківська ратуша в містечку Тартаків.
1685 року на прохання шляхтича, дідича Тартакова Щенсного Казимира Потоцького поселення отримало магдебурзький привілей і права містечка. На основі наданого привілею збудовано ратушу зі стрімкою вежею і годинником на вежі, а навколо ратуші оригінально закладено в чотирикутнику ринок у стилі бароко, де були розміщені торгові крамниці та численні склади для товарів. У ратуші засідав магістрат у складі президента, двох бургомістрів і міського писаря. До ратуші вело п'ять в'їзних брам. Для захисту від нападу грабіжників ринок був перетворений на замково-оборонну фортецю. Вартовий, який стояв на вежі ратуші, при наближенні небезпеки сповіщав мешканців. У 1941 році гітлерівські війська піддали артилерійському обстрілу поселення Тартакова. Пожежа, що виникла, знищила багато будинків. Серед звалищ стояла ратуша, як свідок історії минулих літ, а знесли її остаточно після війни, у 1950 році за ініціативою голови місцевої сільської ради з її каміння побудували корівники.

### Костел св. Архангела Михаїла

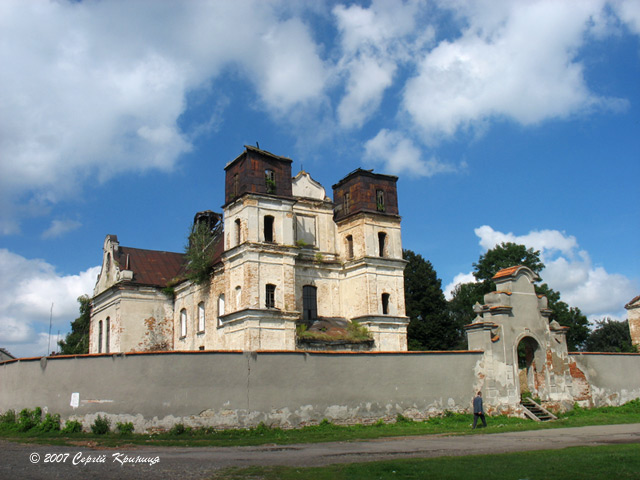
Костел св. Архангела Михаїла

У 1487 році у Тартакові було споруджено дерев'яний костел та засновано парафію коштом родини Тшцінських (тодішніх власників маєтку). Костел святого Архангела Михаїла мурований храм у романському стилі, побудований 1587 року, 1603 року на кошти також Тшцінських, реконструйований у стилі рококо. Колись при костелі функціонував навчальний заклад «Колеґія школьна». 1794 року цей костел освятив єпископ К. Кіцький. Ймовірно, львівський майстер Томас Гертнер був головним автором монументальної декорації в храмі, яку раніше приписували Станіславові Строїнському. У 1871—1872 роках тут працював вікарієм майбутній святий о. Зигмунт Гораздовський. У 1899 році відбулась реконсекрація святині (можливо, після ремонту). Від 40-х років XX століття по 2002 рік храм перебував закритим. Після повернення здійснюється ремонт костелу. Тартаків обслуговують дієцезіальні священики парафії св. Архангела Михаїла у Сокалі.

### Замок-палац Потоцьких (XVIIст.)— Палац Лянцкоронських (1896—1898)
У Тартакові був замок Потоцьких (залишки збереглися у вигляді оборонних мурів з південно-західного боку пізнішого палацу).
Наприкінці 19 ст. на рештках замку зводять палац коштом тодішнього власника маєтку в Тартакові Збіґнєва Лянцкоронського, представника відомої польської шляхетської родини Лянцкоронських (пол. Lanckorońscy). Двоповерховий, з цегли, з ризалітом та балконом, палац зведений у стилі французького необароко за проектом львівського архітектора Вінцента Равського (молодшого). Палац колись прикрашали дві фігури атлантів (теламонів). З півдня до будинку приєднаний Г-подібний господарський корпус. Лянцкоронські розбудували та реконструювали старий замок, зробили нову будівлю, орієнтуючись на «Casino de Paris» у Монако. Палац розташований у великому парку XVIII століття.
Після Збіґнєва Лянцкоронського власниками Тартаківського палацу стає Марія Едер з родини Станек (померла 1932 року), а з серпня 1919 року Марія Урбанська, племінниця Збіґнєва Лянцкоронського, яка стає останньою власницею палацу та маєтку.
3 лютого 2010 року голова Львівської ОДА Микола Кміть підписав угоду про передачу в концесію пам'ятки архітектури національного значення. Угоду укладено на 49 років із приватним інвестором з Волині — ФОП «Новосад». Інвестор зобов'язується вивести з аварійного стану і ввести в експлуатацію палац як туристично-відпочинковий центр. У березні 2011 року планується розпочати перший етап реставраційних робіт з монтажу даху. Та у вересні 2015 року будівля палацу ще перебувала в геть жахливому аварійному стані.
З 27 липня по 3 серпня 2019 року на території палацу та парку у Тартакові відбувався перший в Україні волонтерський проект, покликаний стати осередком спільних дій, аби дати нове життя перлині культурної спадщини: «Тартаків & Тартак». В межах ревіталізаційно-освітньо-культурного табору-резиденції відбулися панельні дискусії, майстер-класи, лекції та тренінги. Тривали роботи із впорядкування території та об'єкту за участі головних архітекторів районів і міст обласного значення Львівської області, а також дискурс із пристосування пам'ятки.

### Парк XVIII століття (Сокальський район)
Парк XVIII століття — парк-пам'ятка садово-паркового мистецтва місцевого значення в Україні. Розташований у селі Тартаків поруч з палацовим комплексом. Площа 5 га. Статус надано згідно з рішенням Львівського облвиконкому № 495 від 09.10.1984 року. Перебуває у підпорядкуванні Тартаківської сільської ради.

## Пам'ятники
В Тартакові встановлені:
- Пам'ятник Незалежності України
- Пам'ятник Т. Г. Шевченку
- Пам'ятник загиблим воїнам
- Фігура Пресвятої Богородиці, встановлена громадою ПЦУ Різдва Іоана Хрестителя, до 600-ліття с.Тартакова у 2016 на місці колись зруйнованого хреста.

## Відомі люди

### Народилися
- Білик Ігор Зіновійович (1977—2014) — солдат Збройних сил України, учасник російсько-української війни 2014 року.
- Бойко Іван Лук'янович (1913—1990) — український громадсько-політичний діяч, член ОУН, в'язень польських і німецьких концтаборів, один із засновників і редактор «Гомону України».
- Йосиф Динець — селянин, політичний та громадський діяч Галичини середини XIX століття, посол (депутат) до Австрійського парламенту 1848 року.
- Карплюк Іван-Володимир Михайлович — технік-будівельник, лауреат Шевченківської премії.
- Климчак Іван — хорунжий УПА, командир бригади «Пилявці» ВО-3 «Турів».
- Олійник Володимир Филимонович (нар. 16 жовтня 1957) — український науковець, політик, голова Національної комісії з питань регулювання зв'язку України.
- Омелько Марія Миколаївна (1909—1993) — доярка колгоспу, Герой Соціалістичної Праці.
- Сєцінський Осип — інженер-металург і громадський діяч.
- Росновська (уроджена Лянцкоронська) Роза —- Львівська доброчинниця, власниця Тартаківського маєтку.
- Новосад Роман Володимирович — громадський діяч, родом із Тартакова.

### Люди, пов'язані з Тартаковом
- Кручкевич Богдан (нар. 1923 с. Боб'ятин Сокальського району) — вояк УПА. У 1938 році закінчив 7 класів Тартаківської школи.
- Микитюк Степан Федорович (нар. 1922, с. Боб'ятин Сокальського району) — провідник рою ОУН. У 1938 році закінчив 7 класів Тартаківської школи.
- Новосад Володимир Романович (нар. 1968, с. Тартаків Сокальського району) — тренер футбольної команди у 1990-х роках, закінчив 10 класів Тартаківську Середньої Школи.

## Галерея

Ринок у Тартакові (з довоєнної світлини)
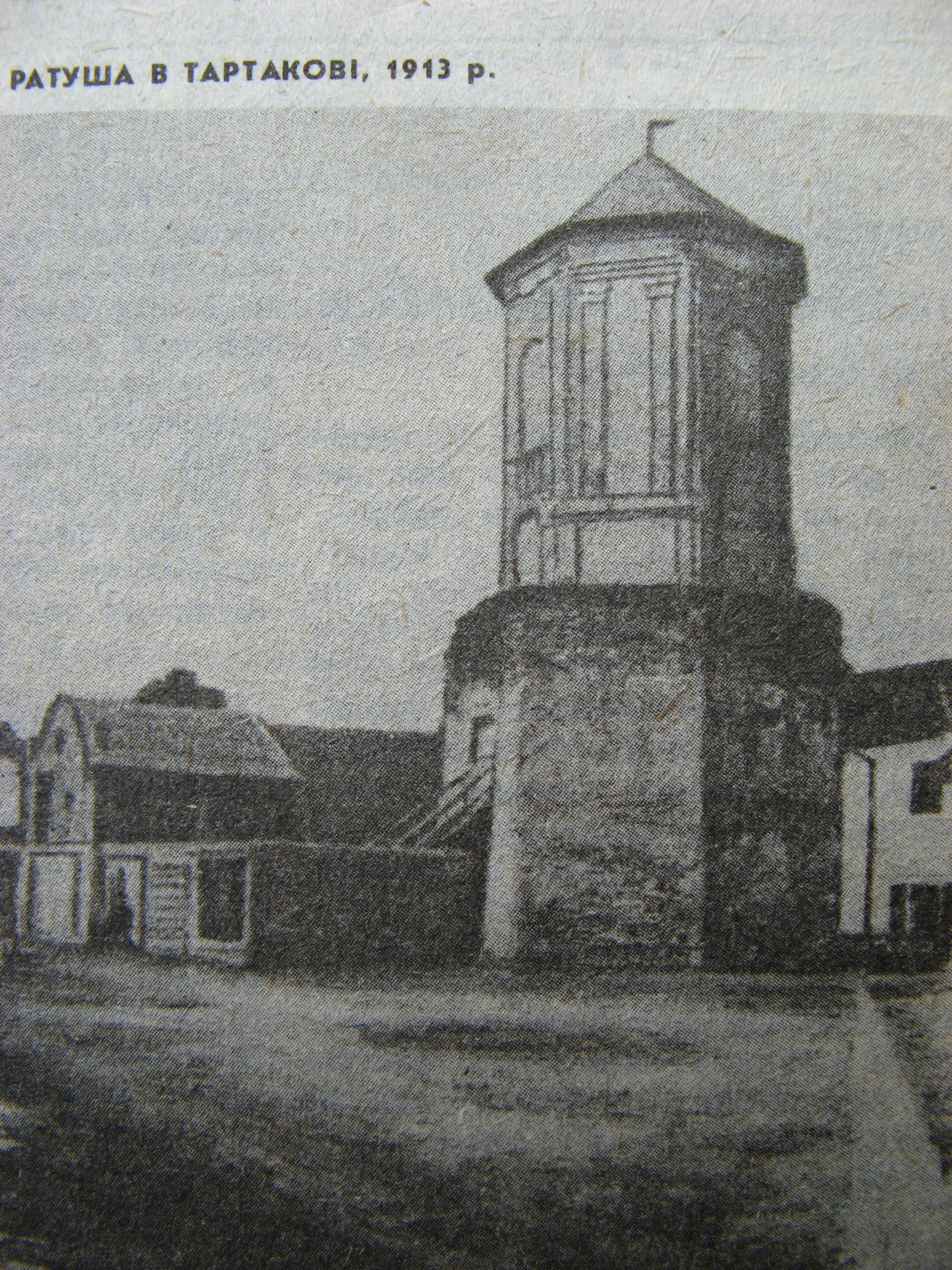
Тартаківська ратуша
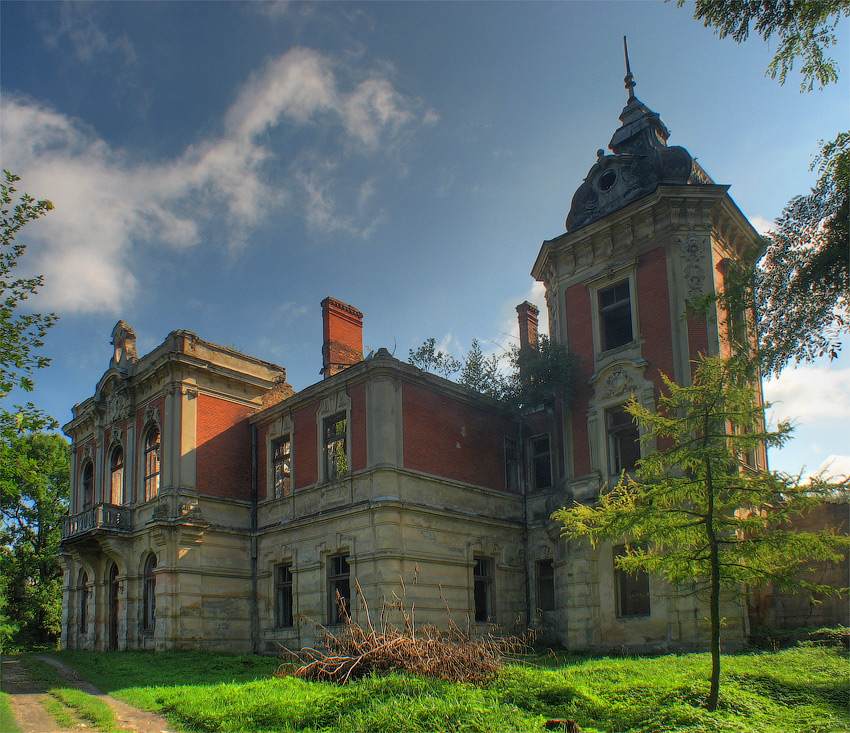
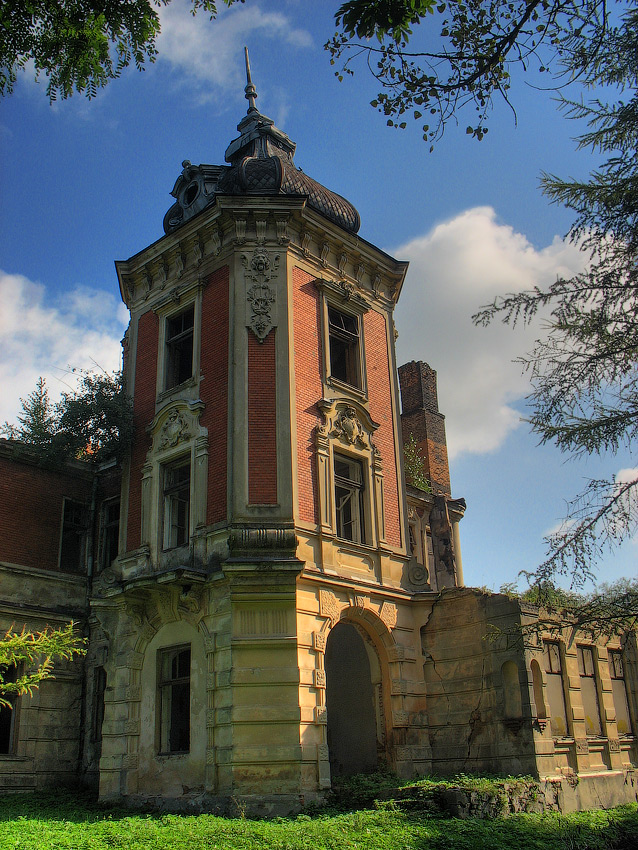
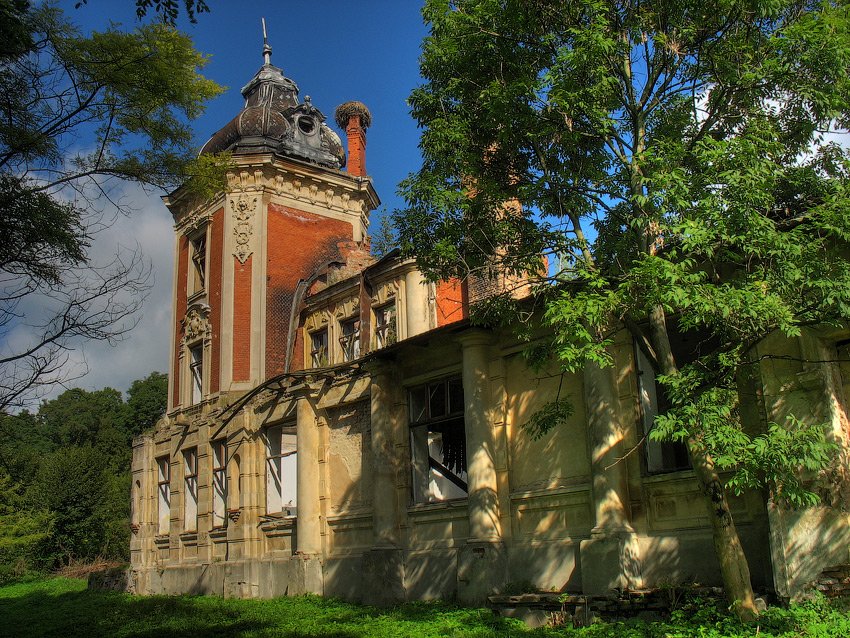
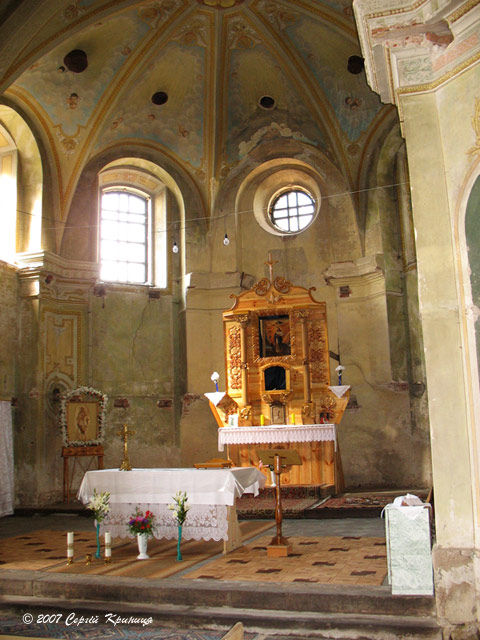
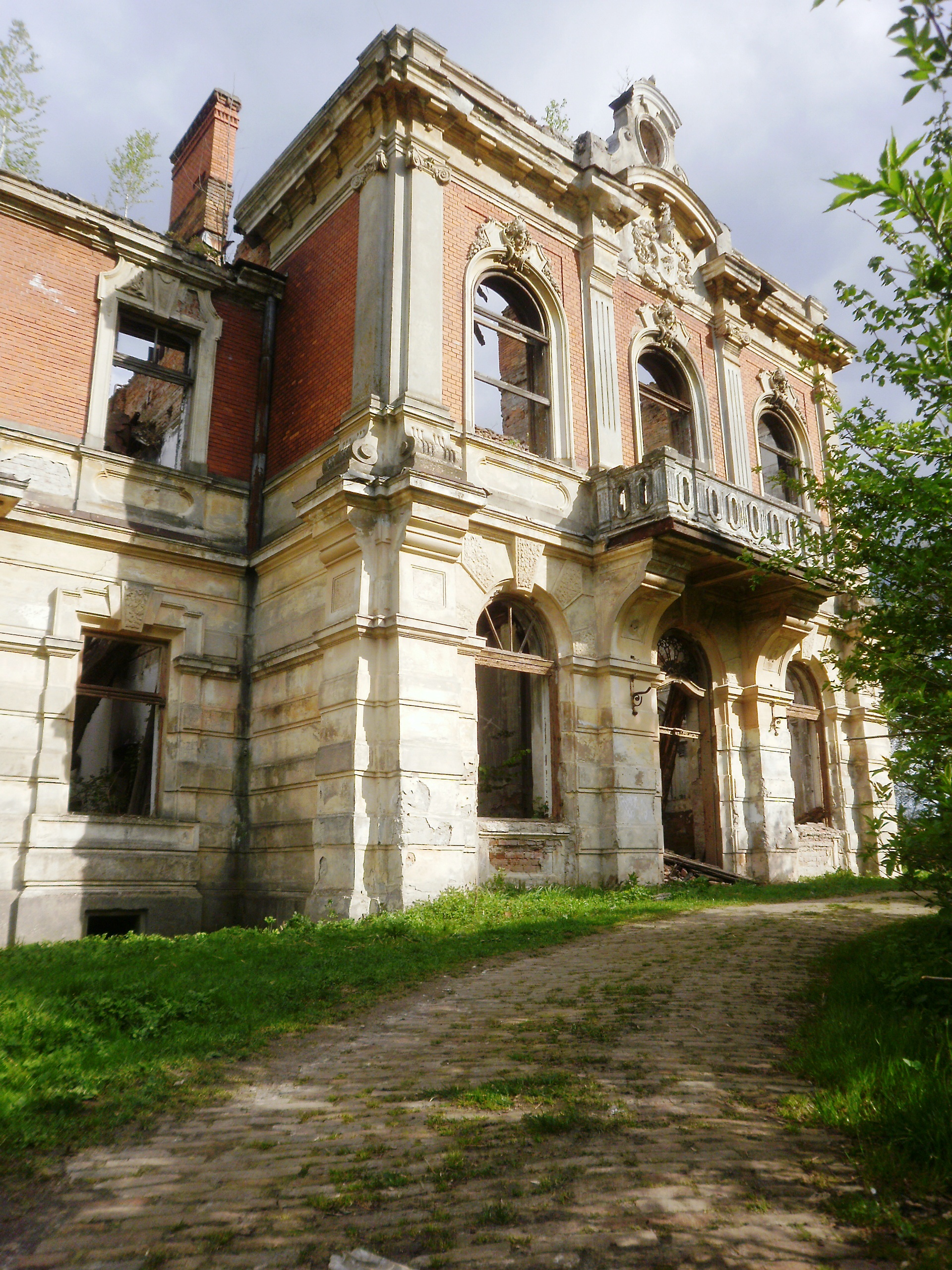
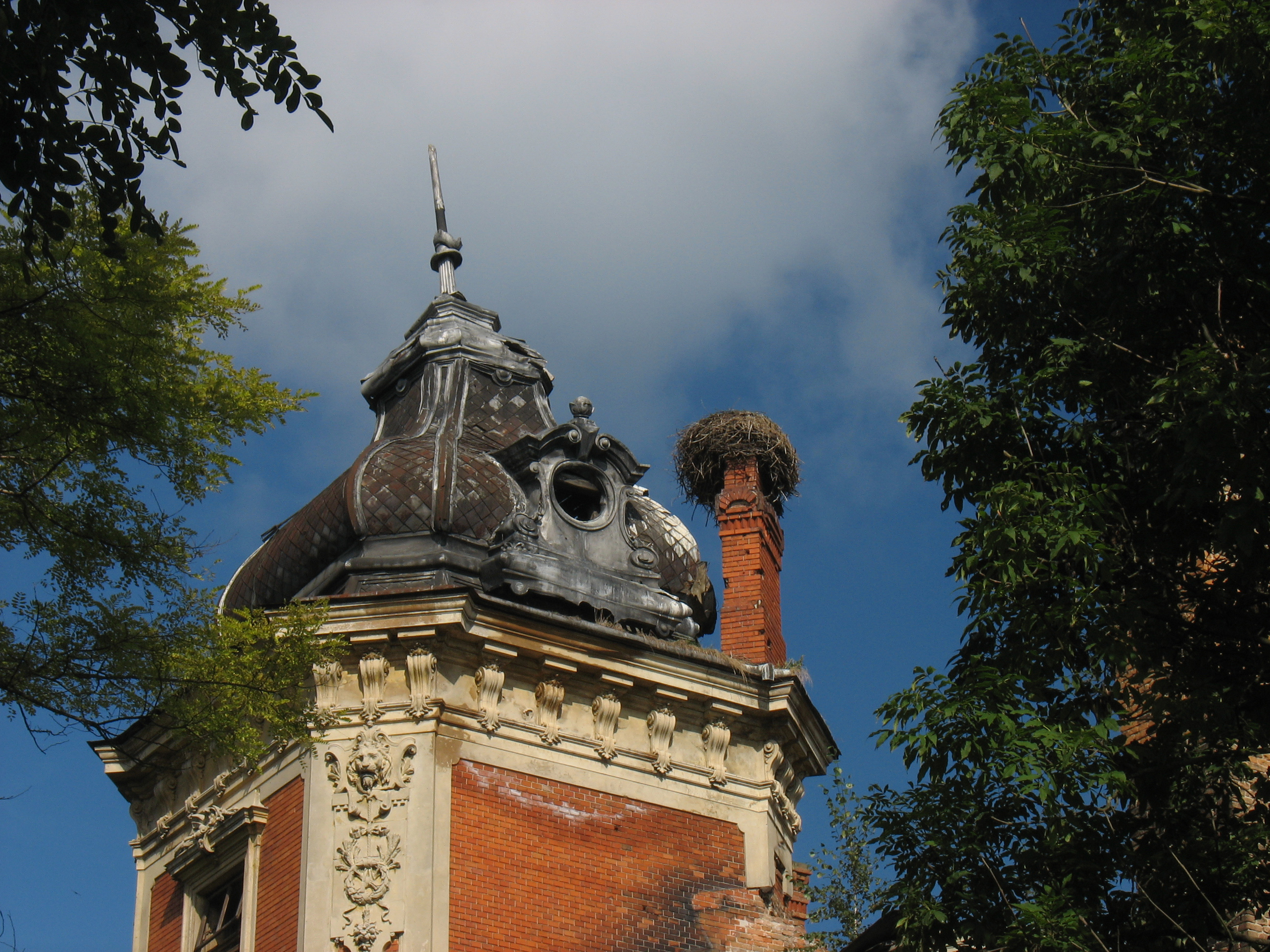
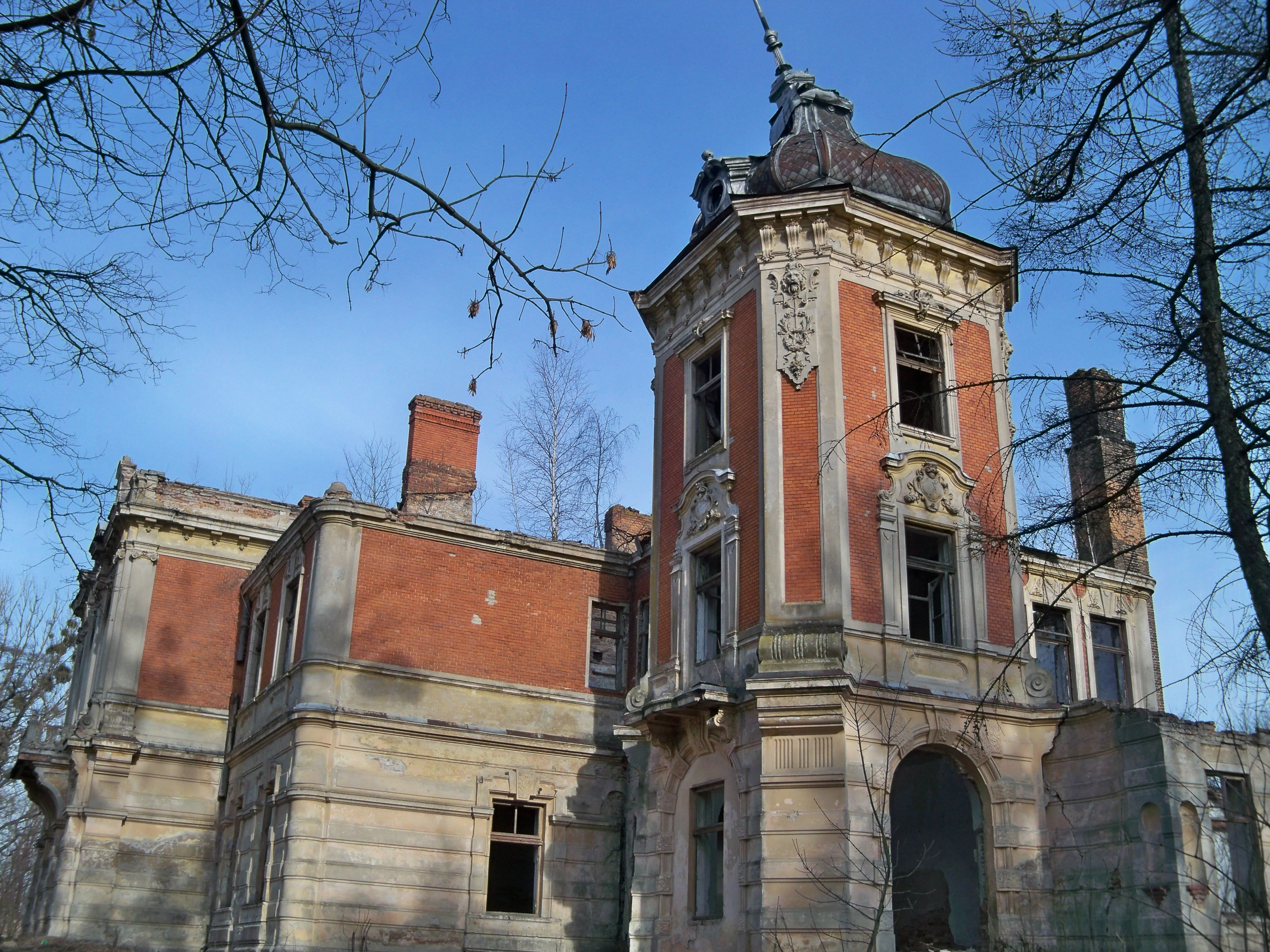
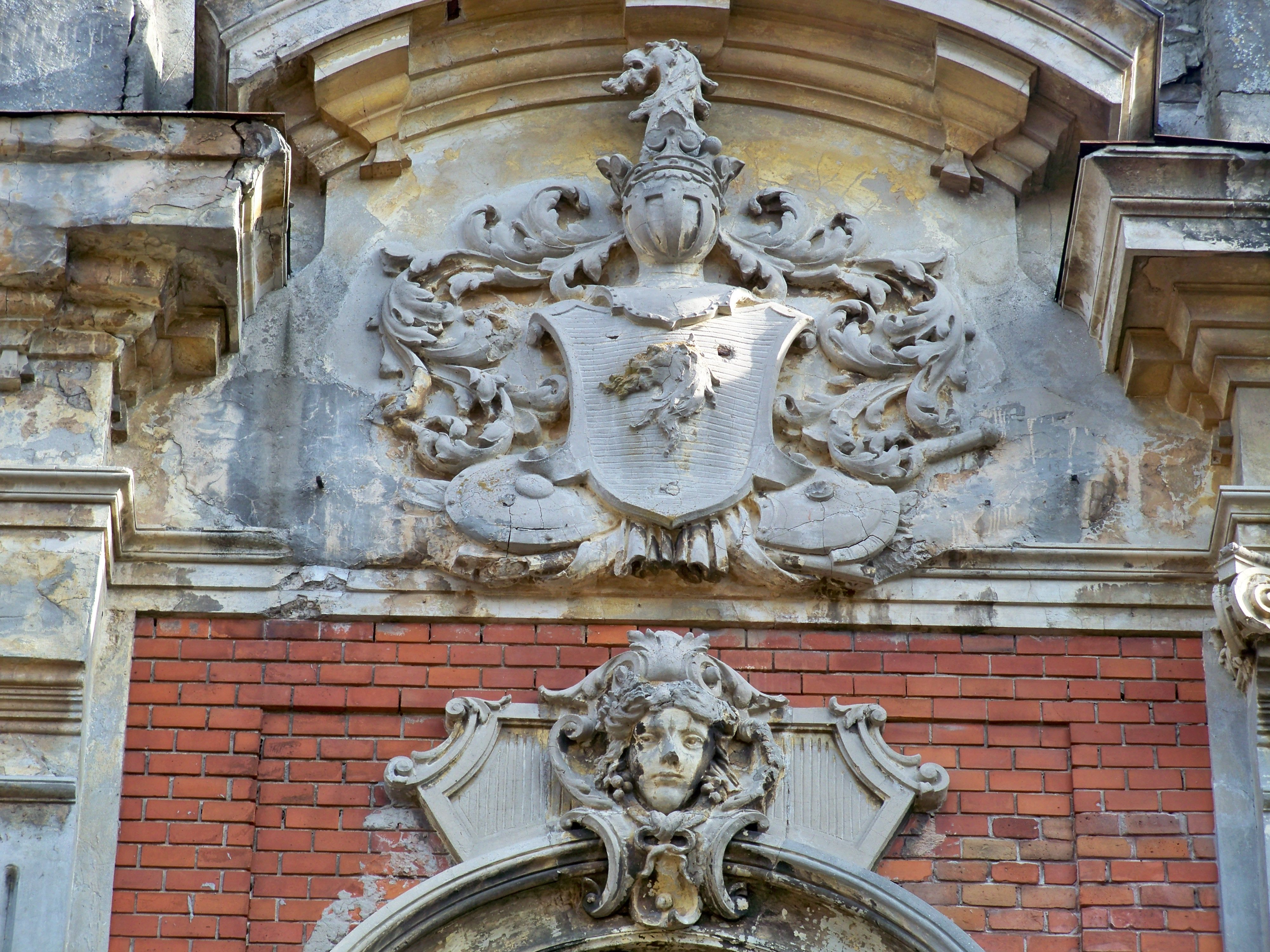
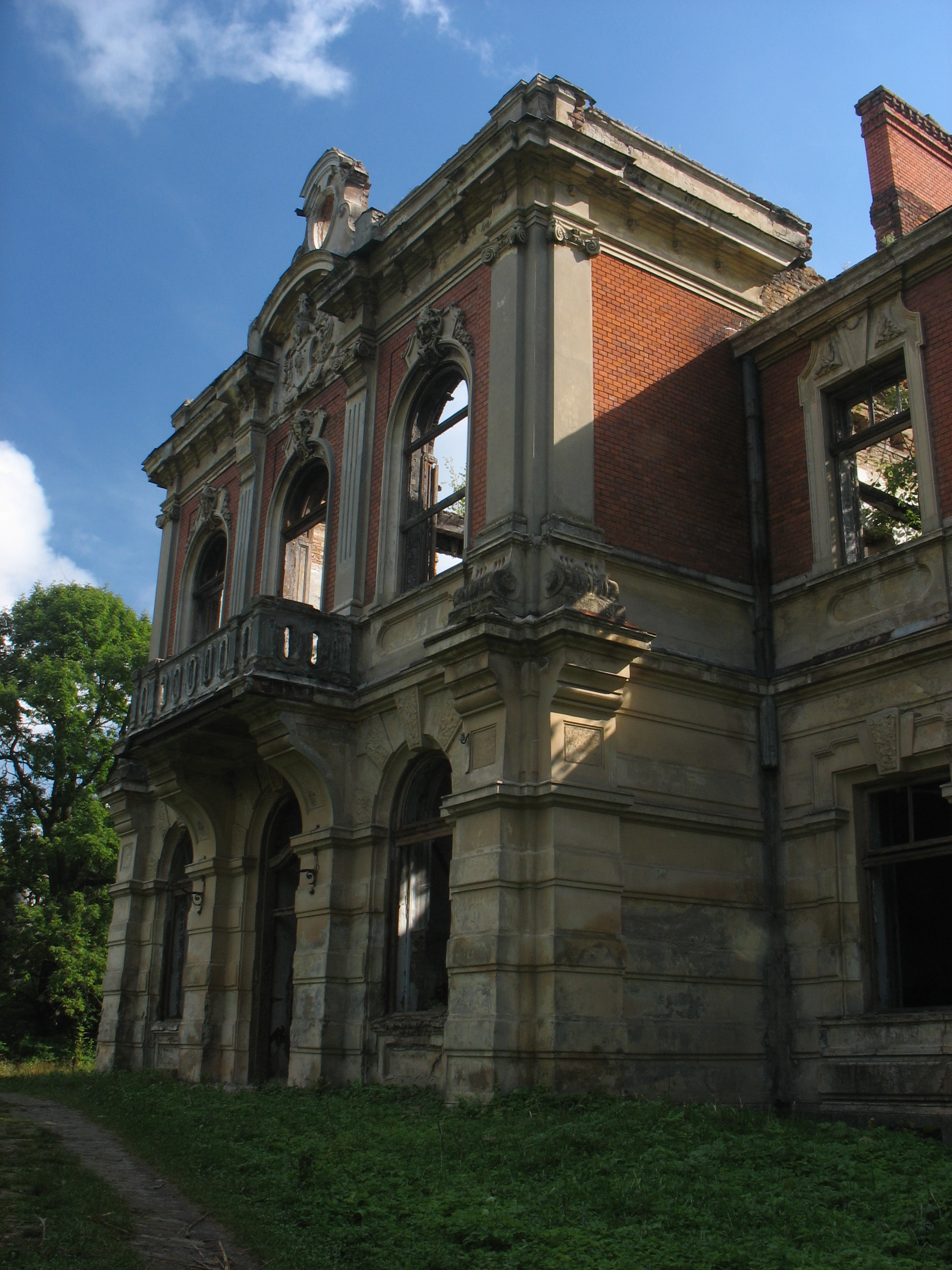
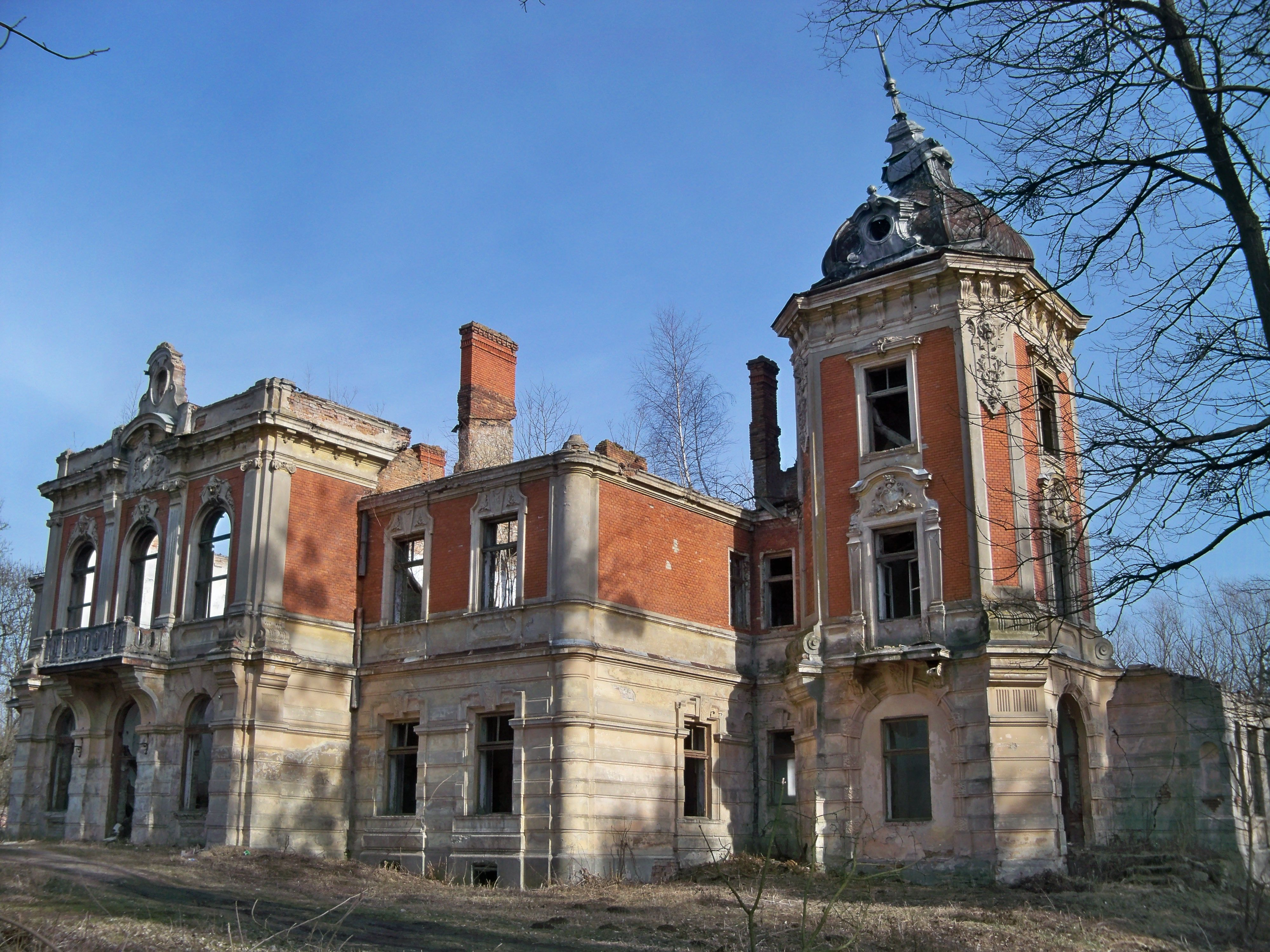
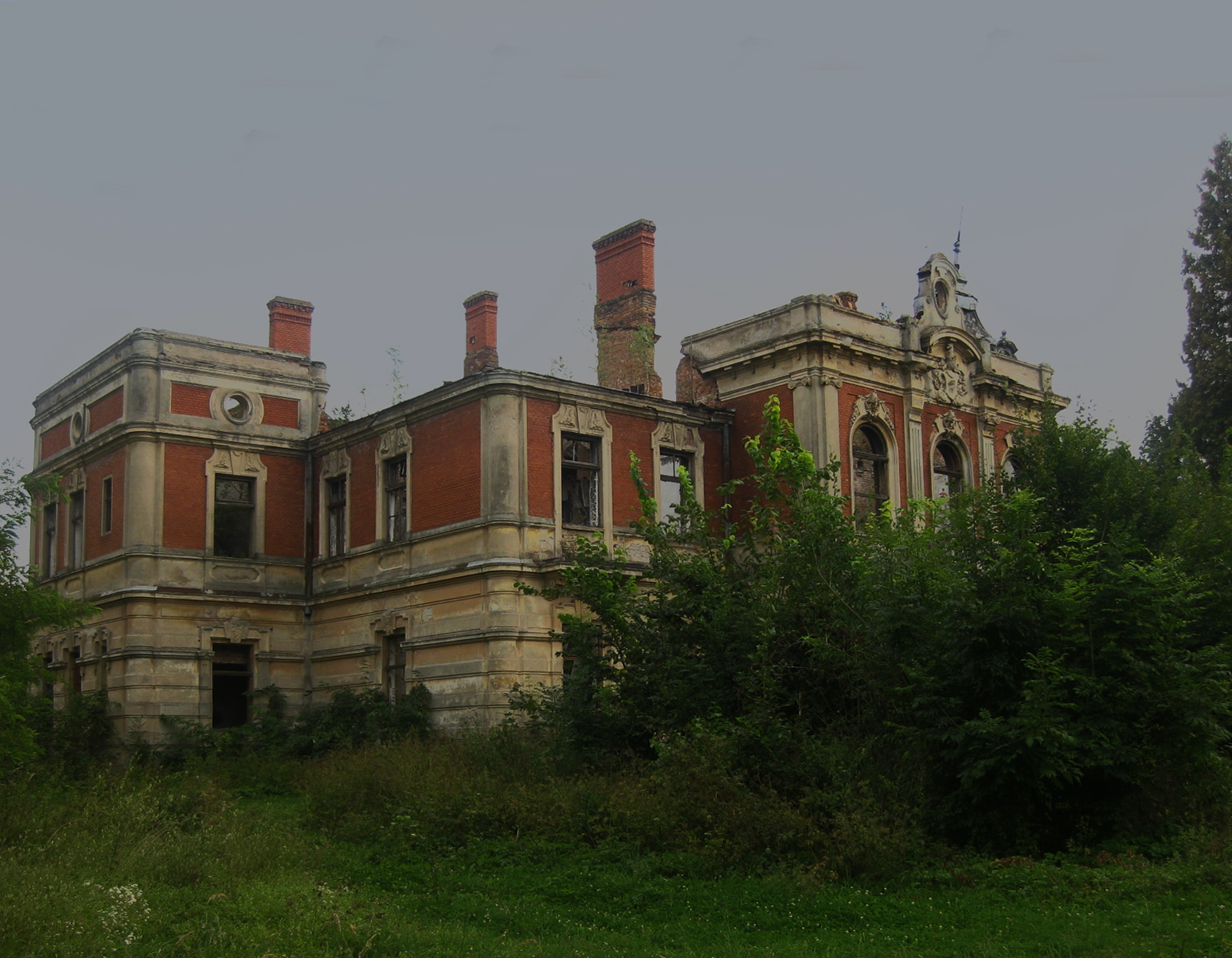
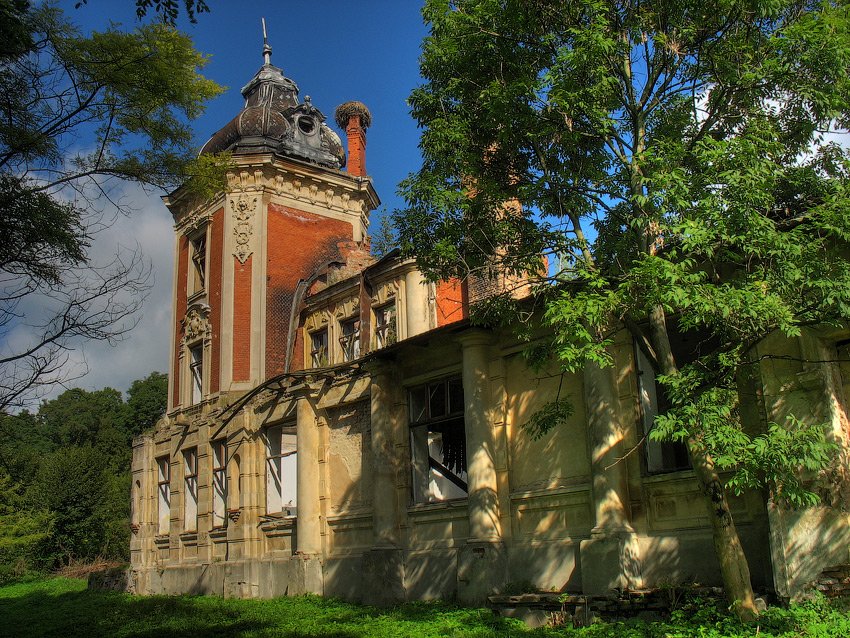
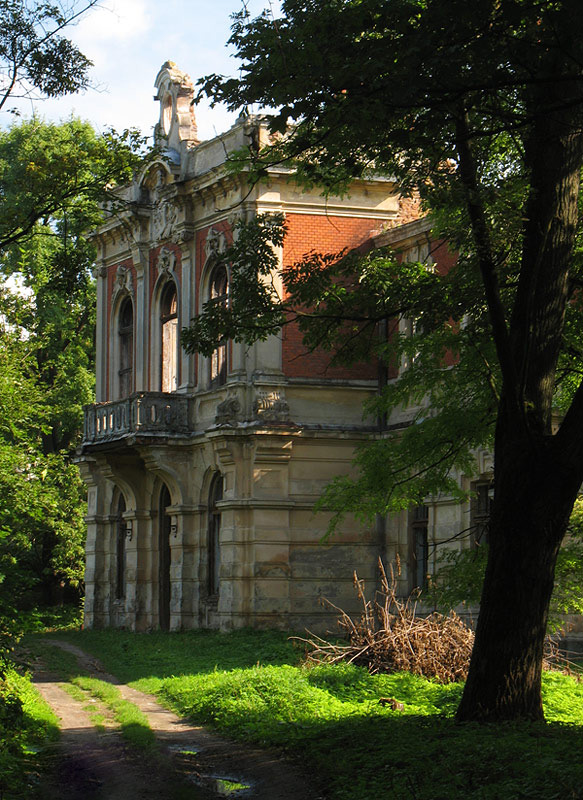
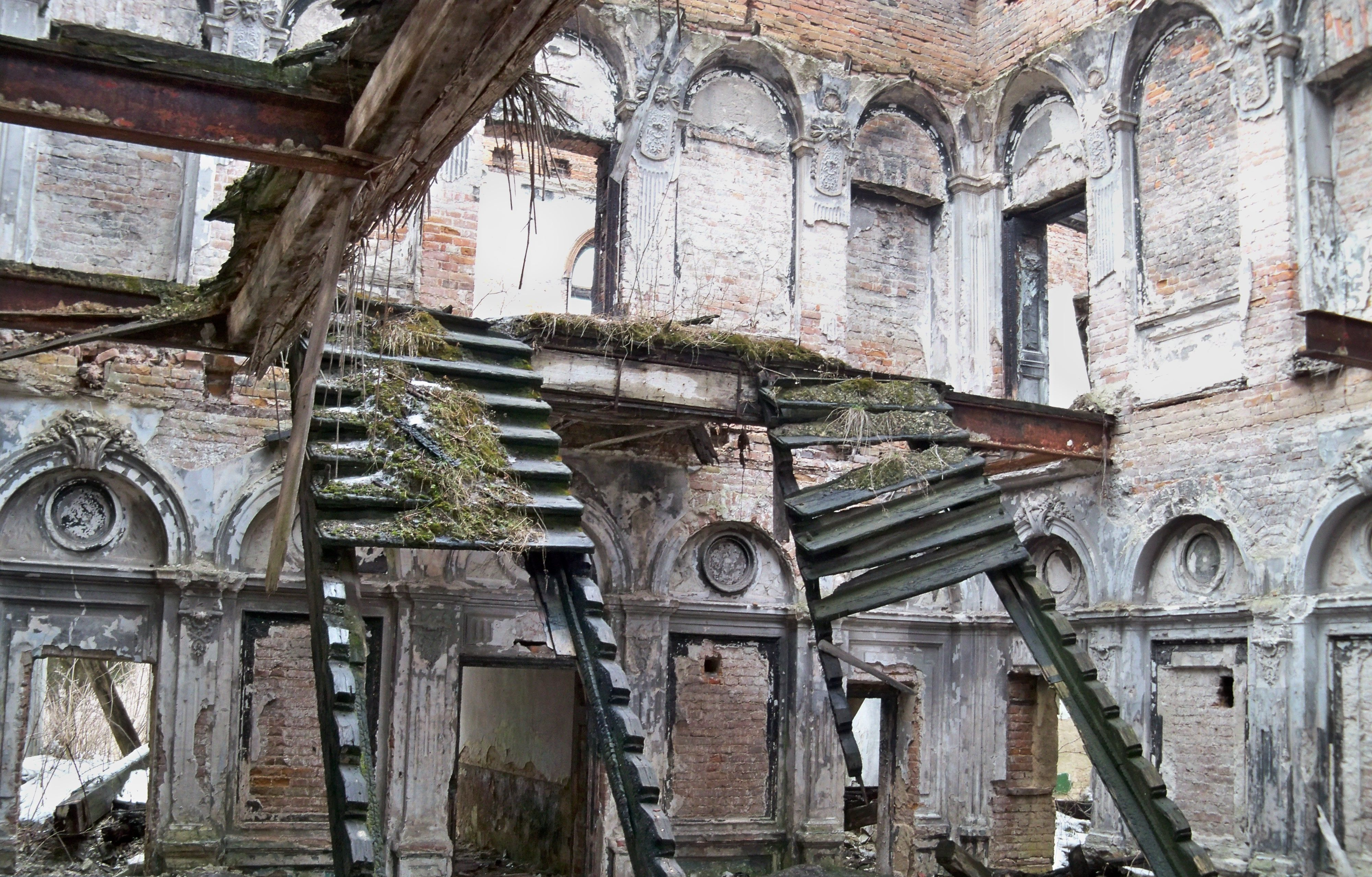
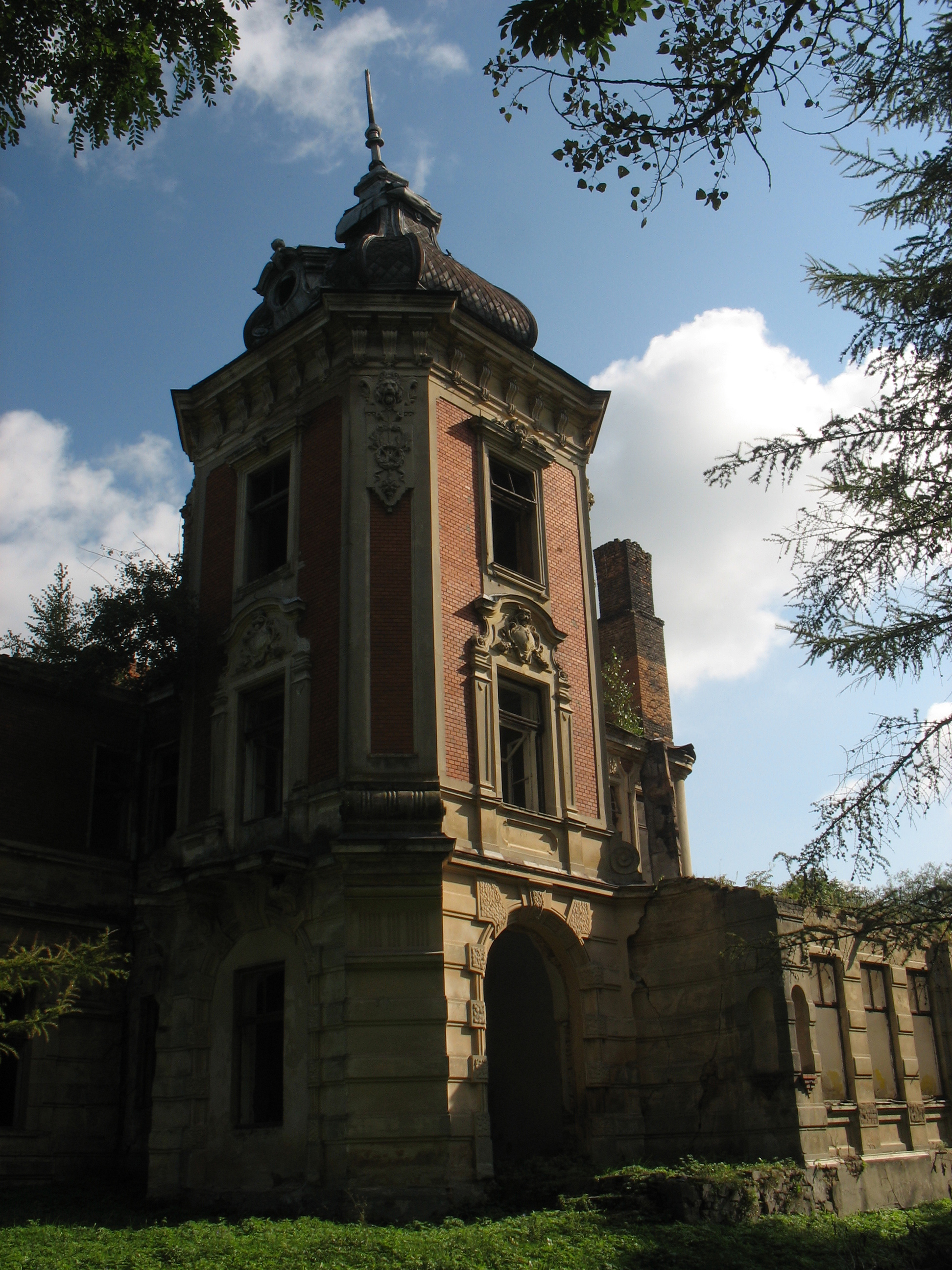
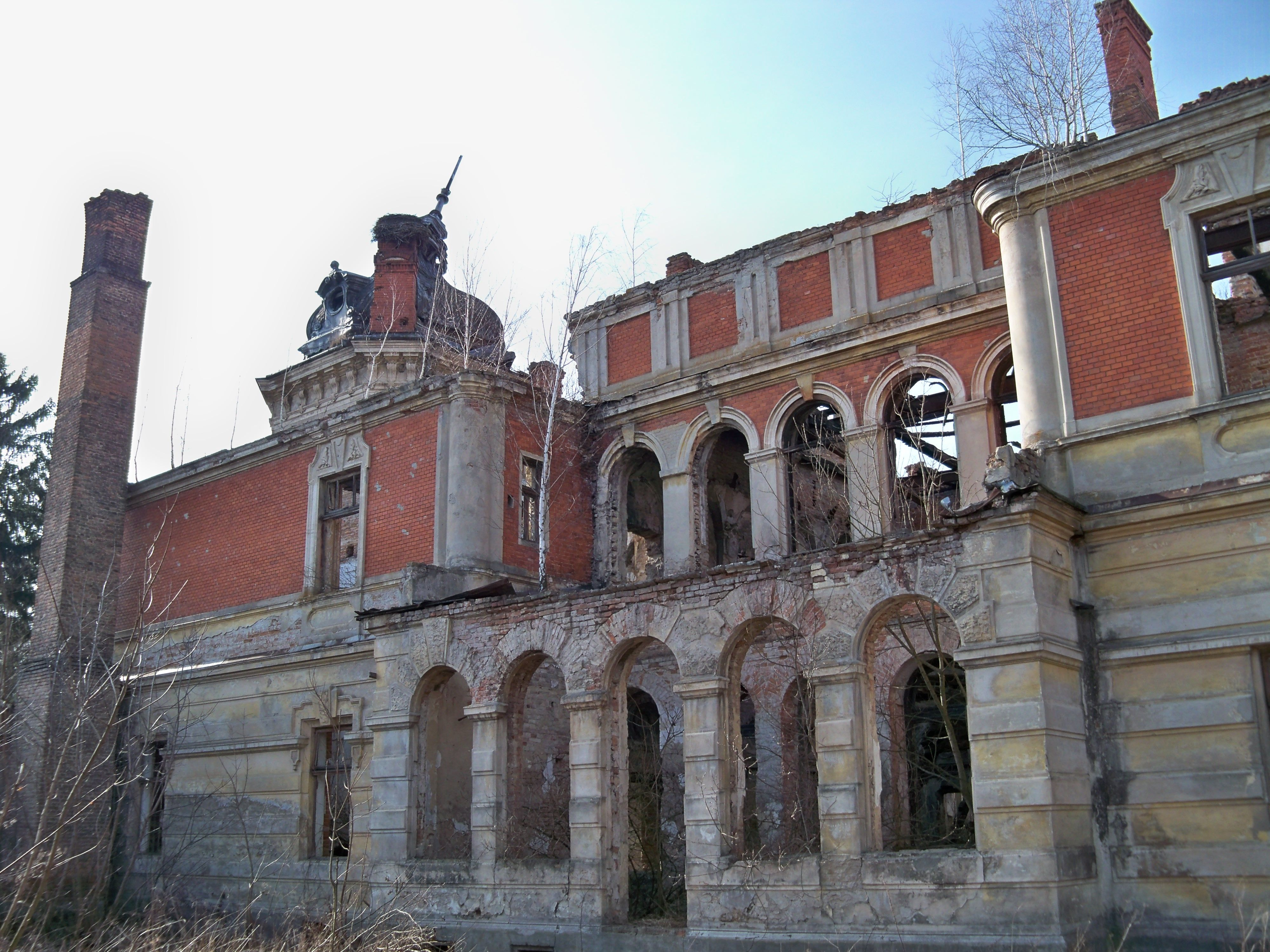
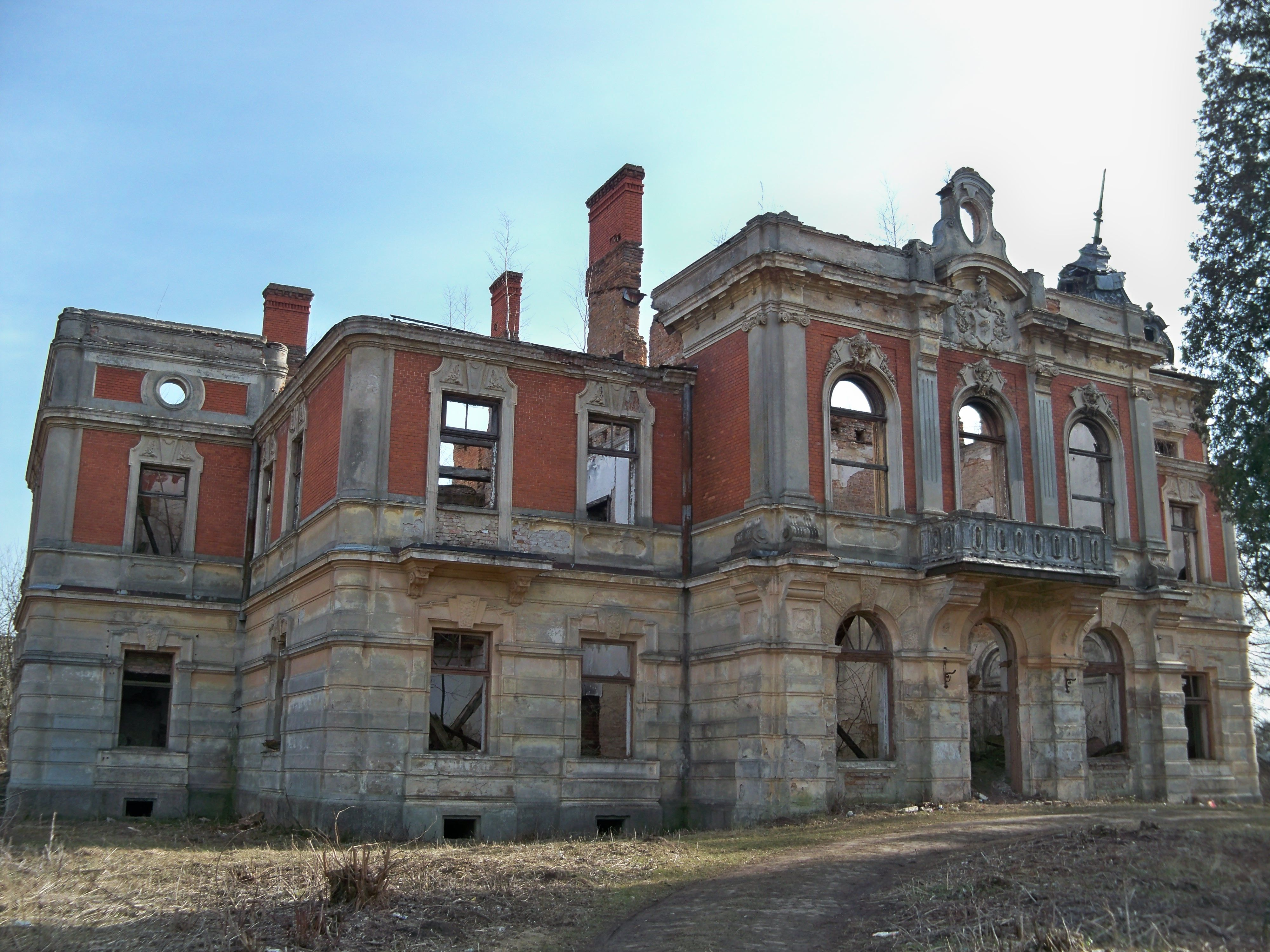
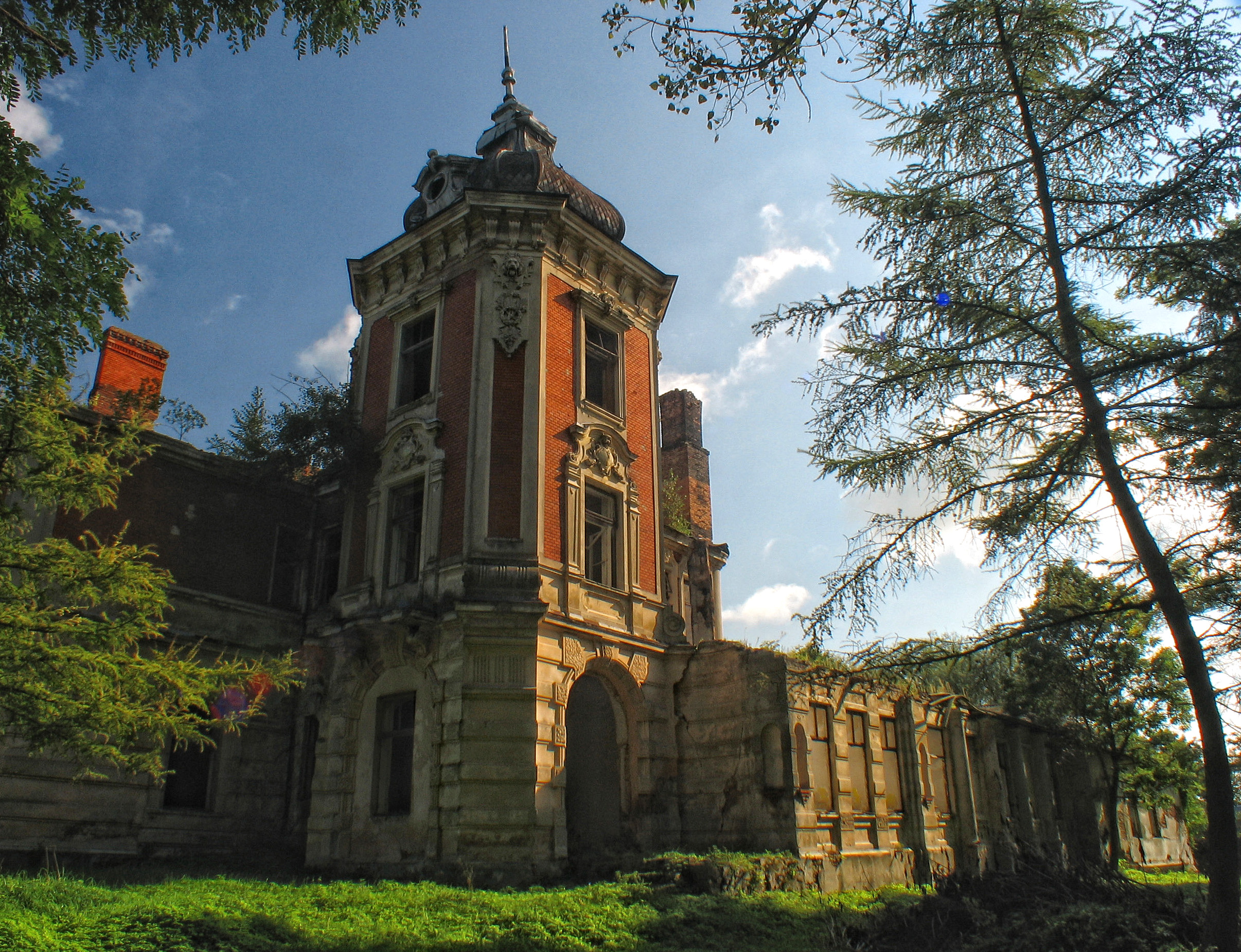
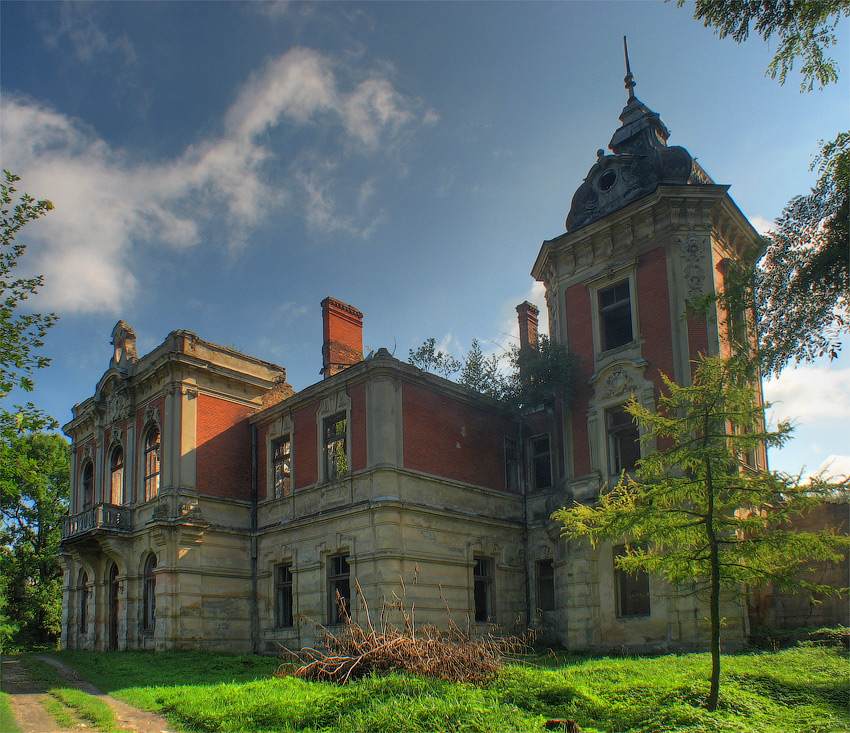
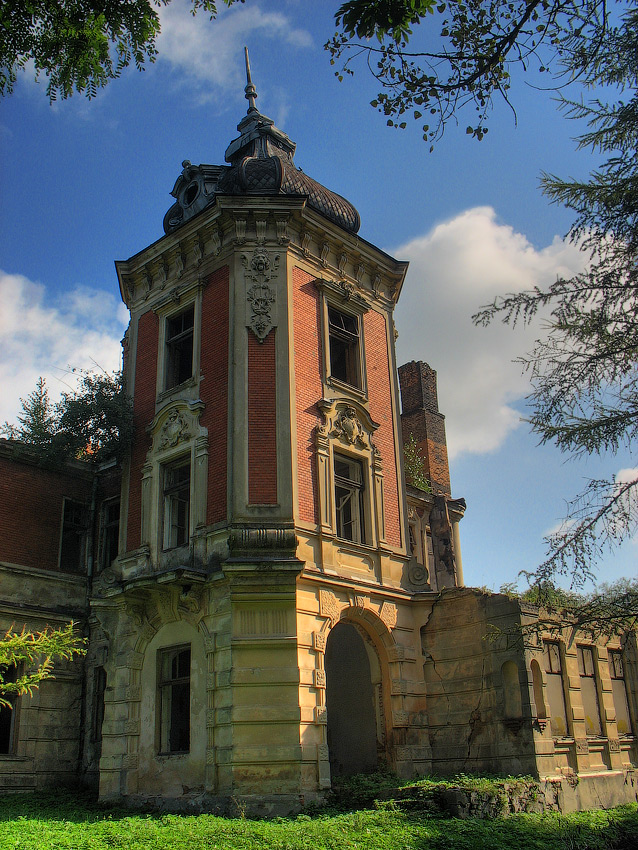
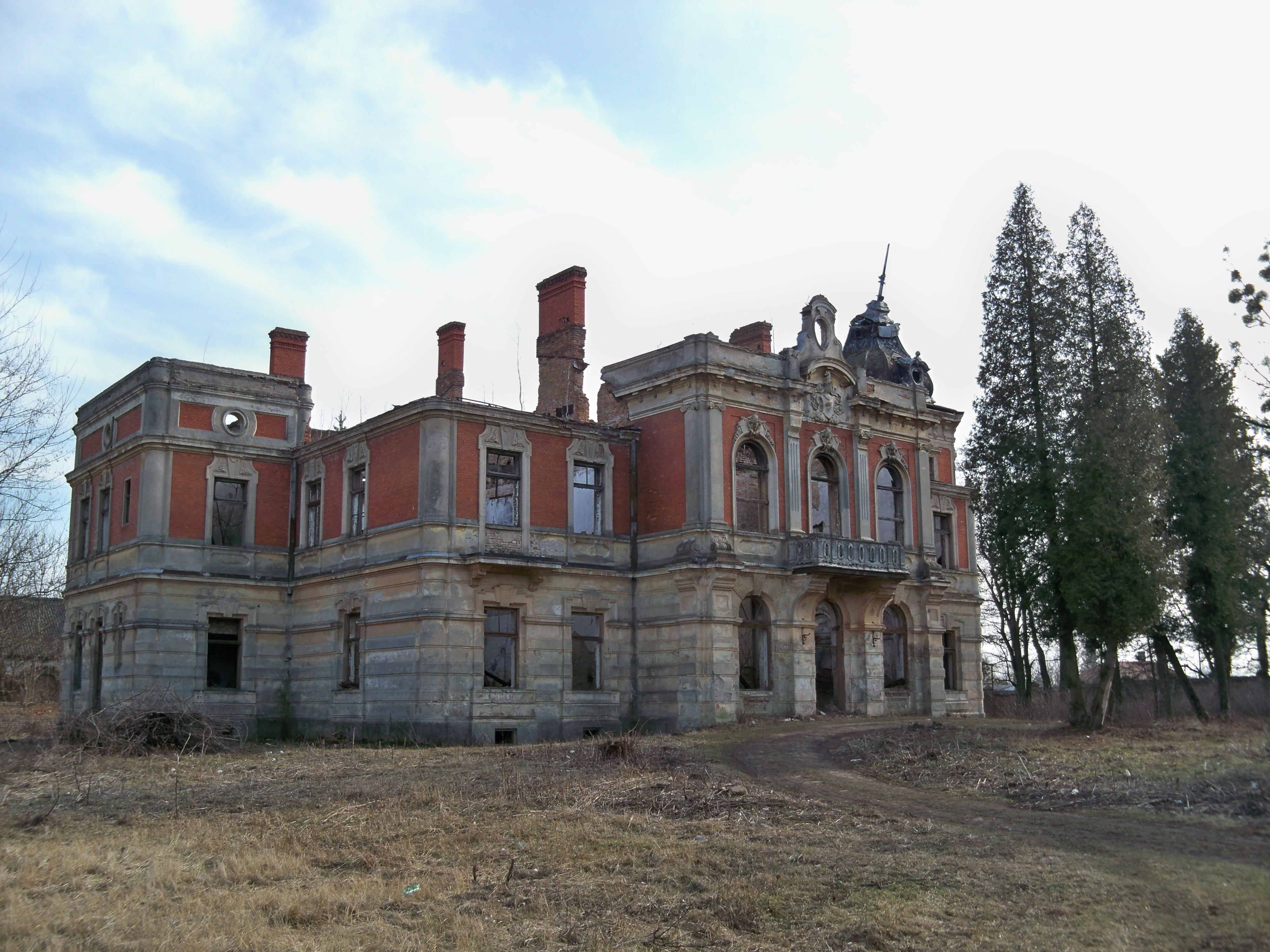
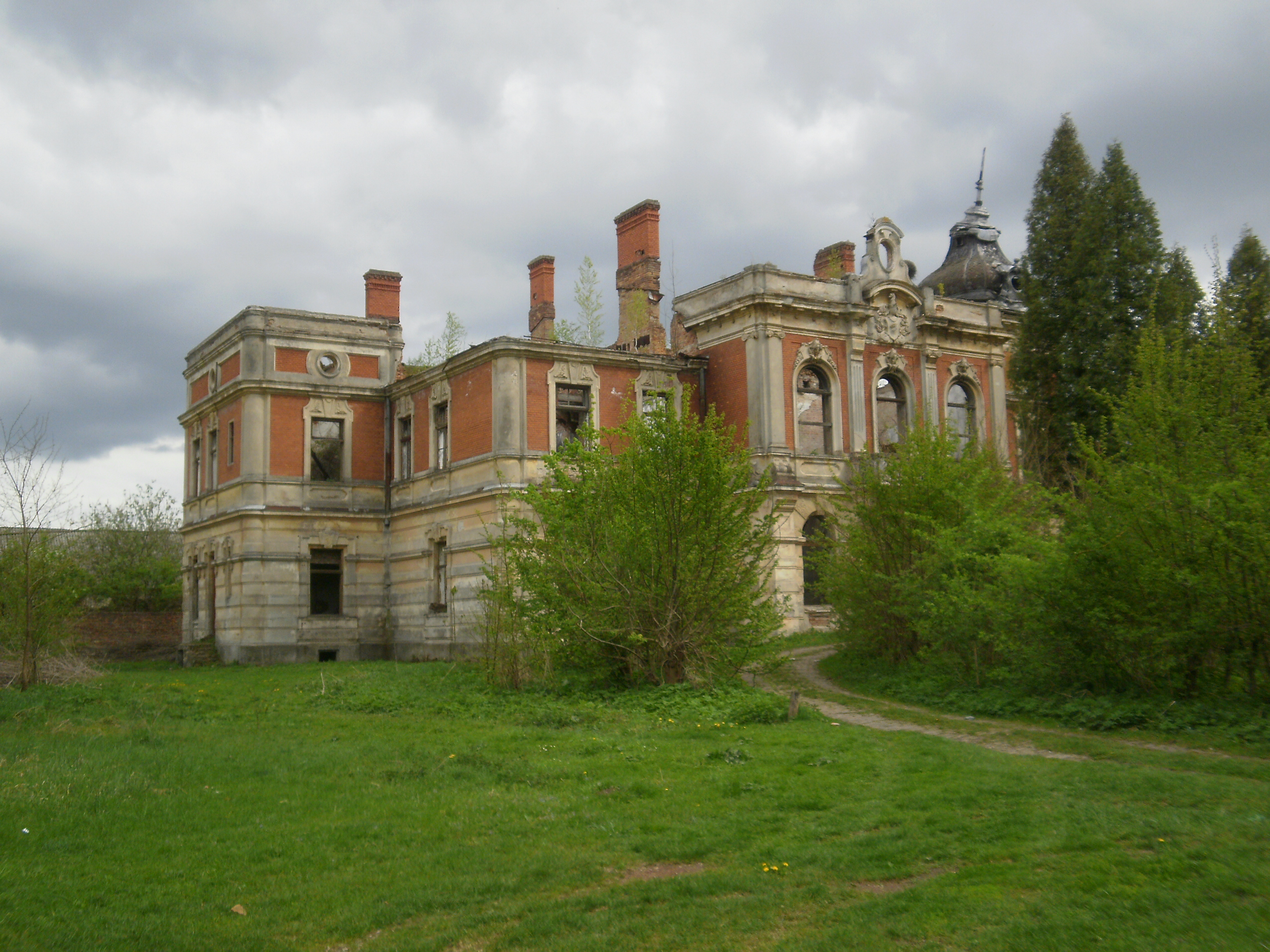
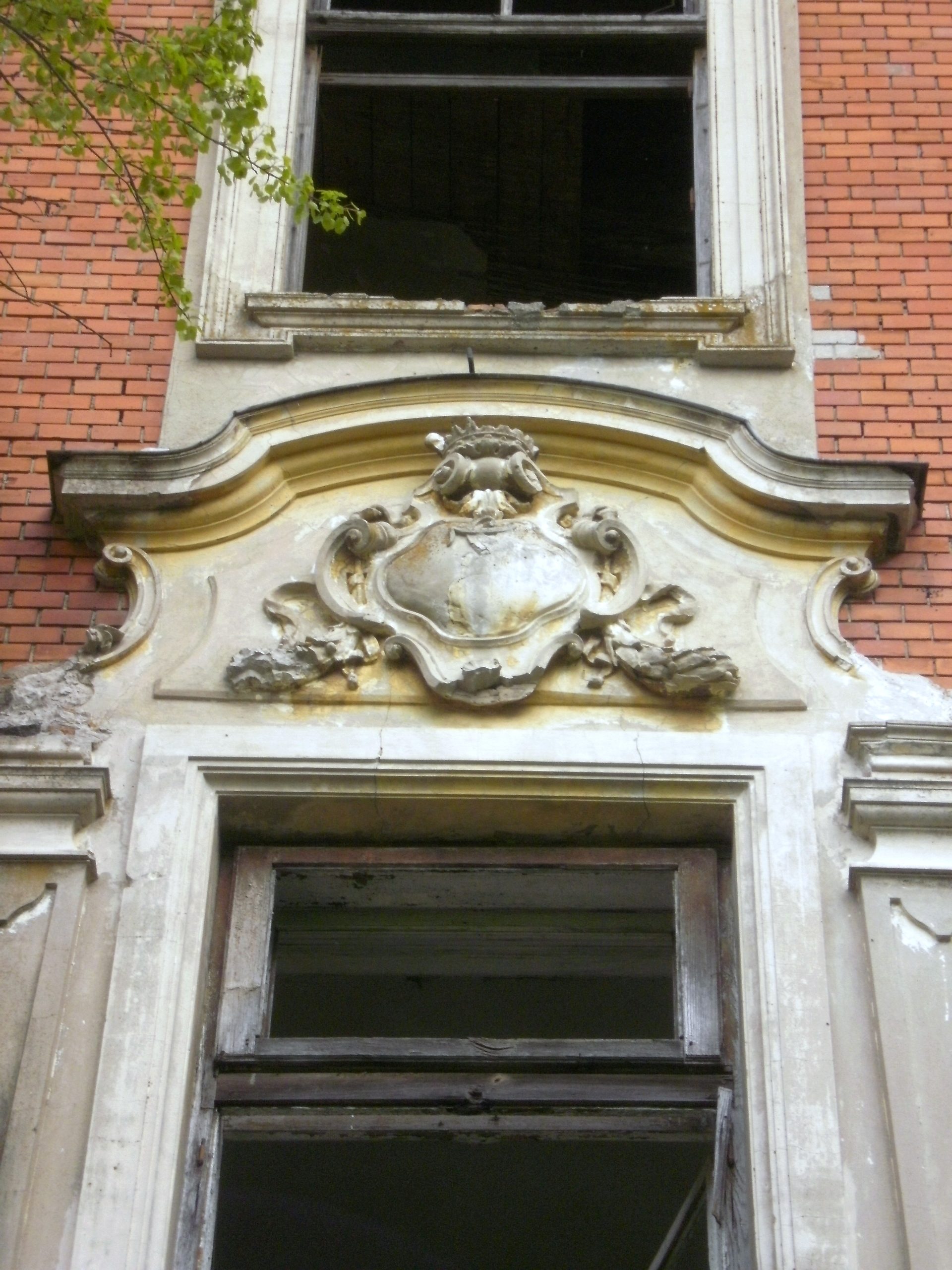
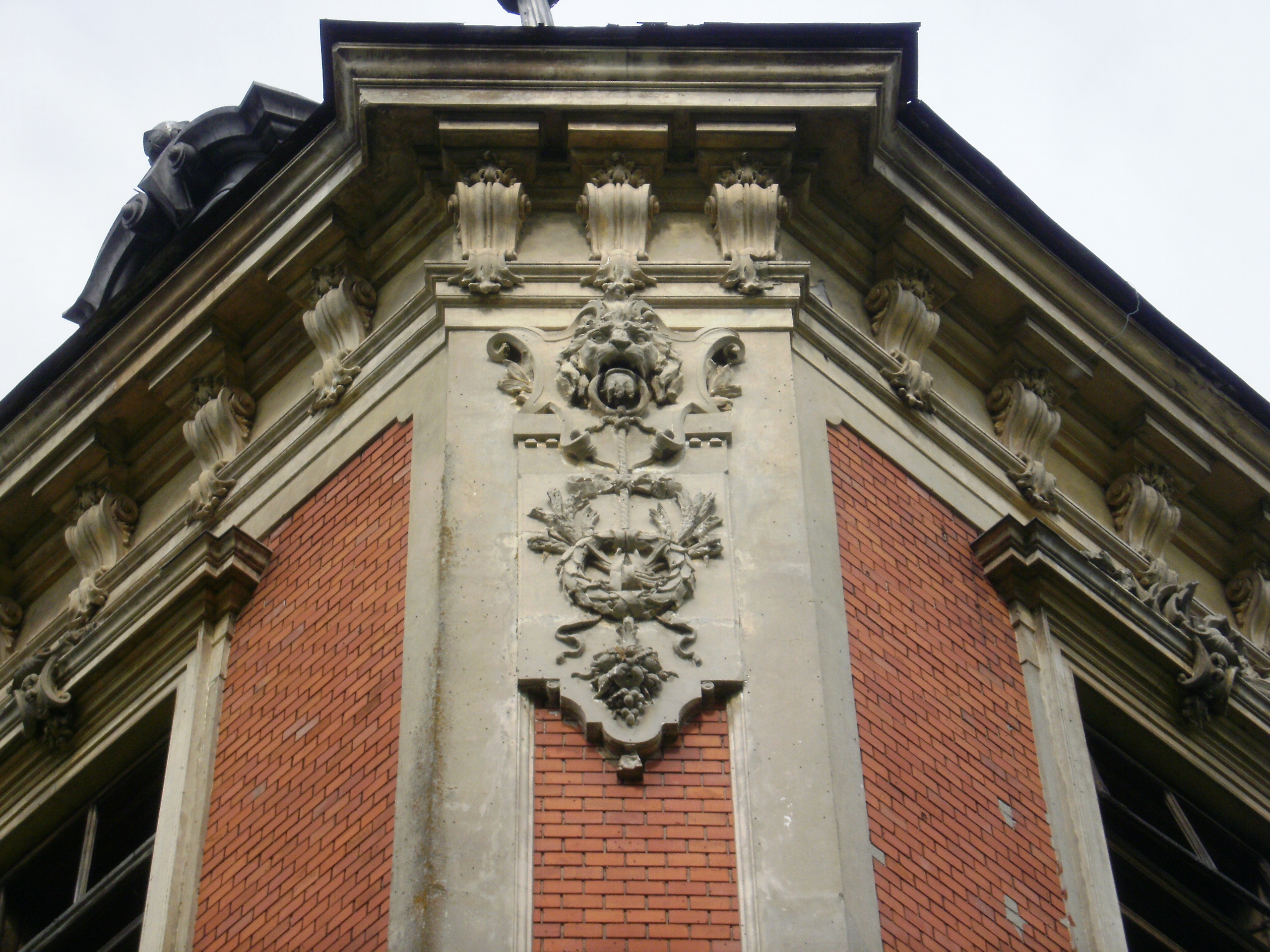
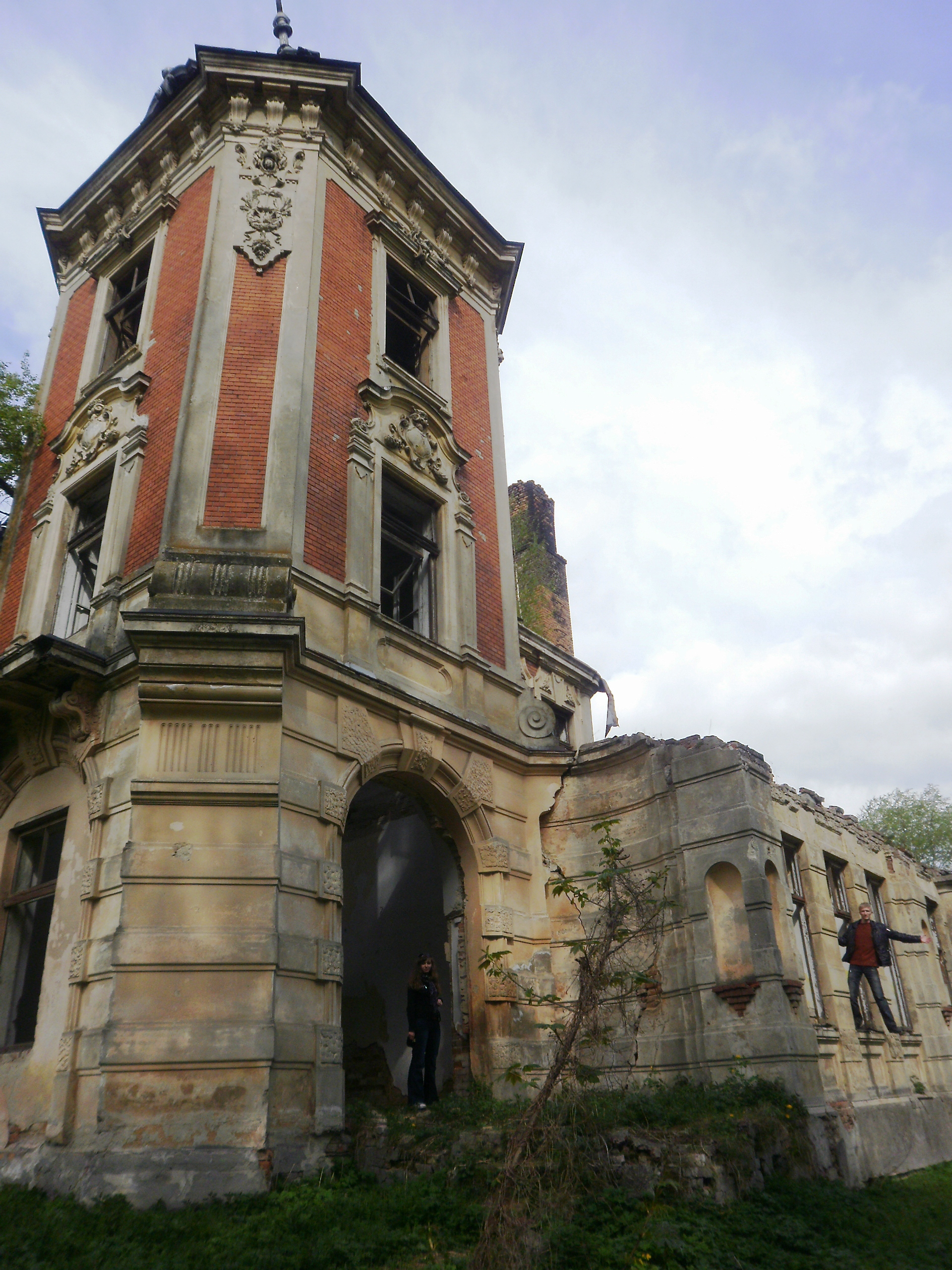
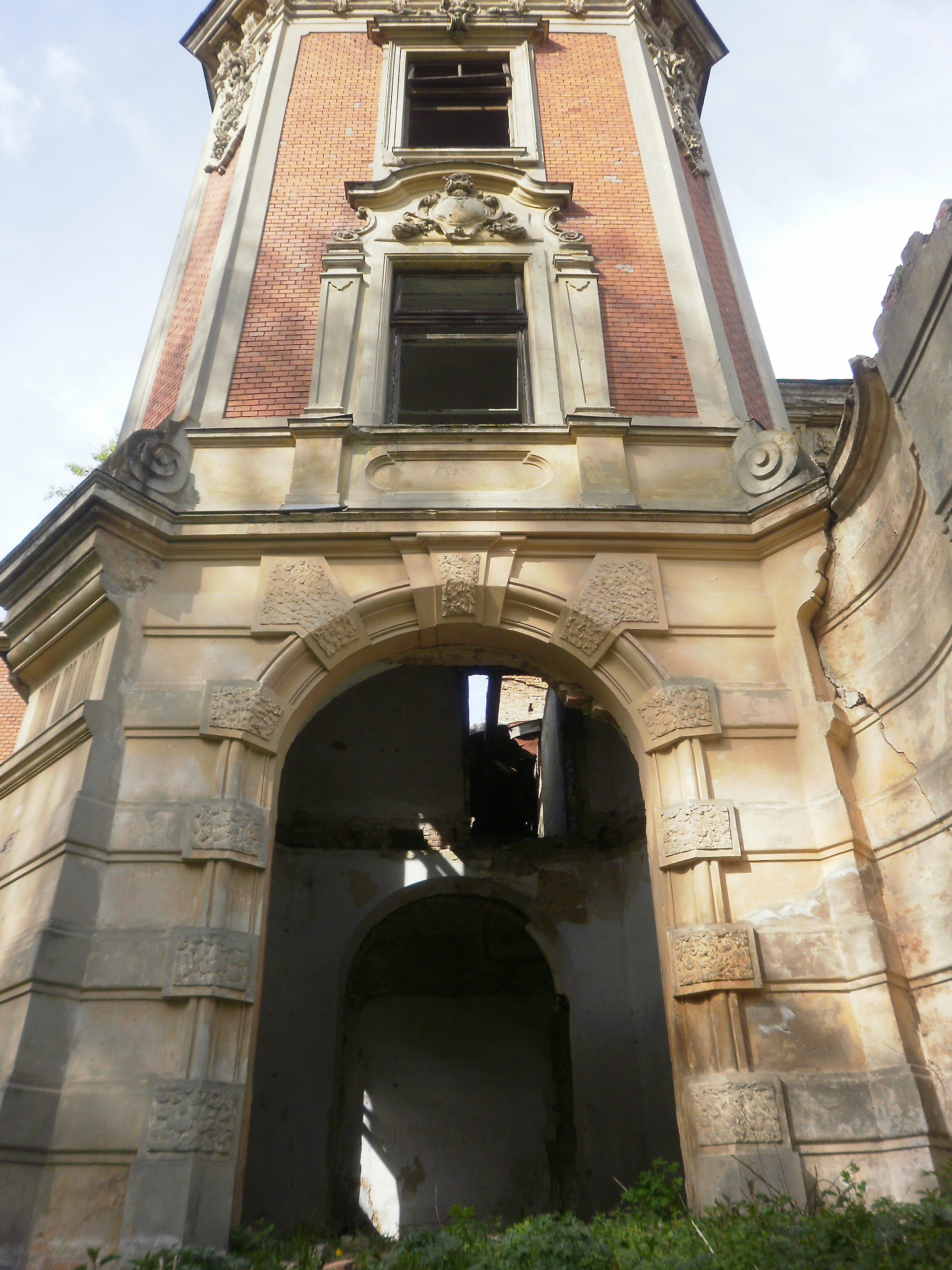
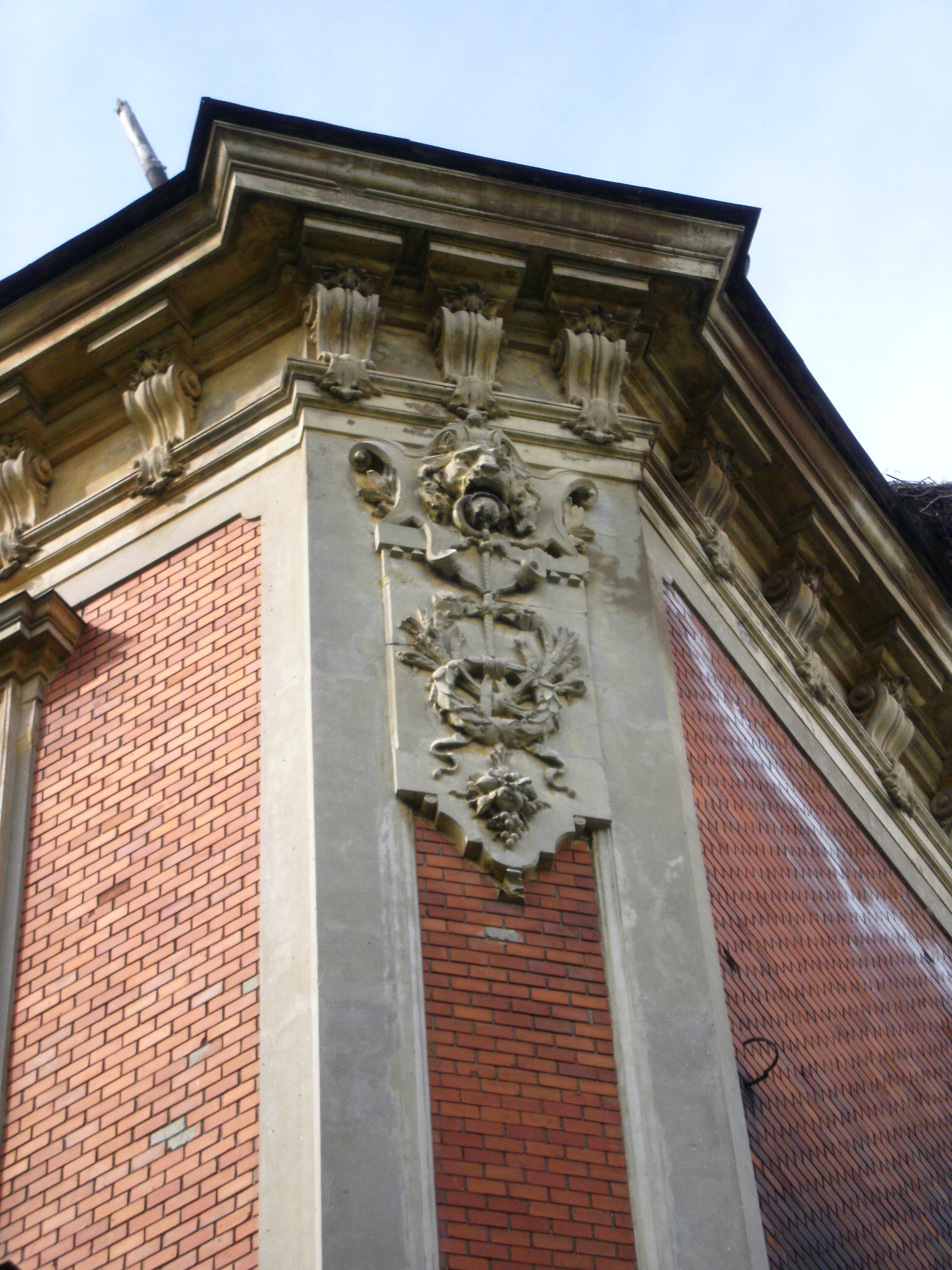
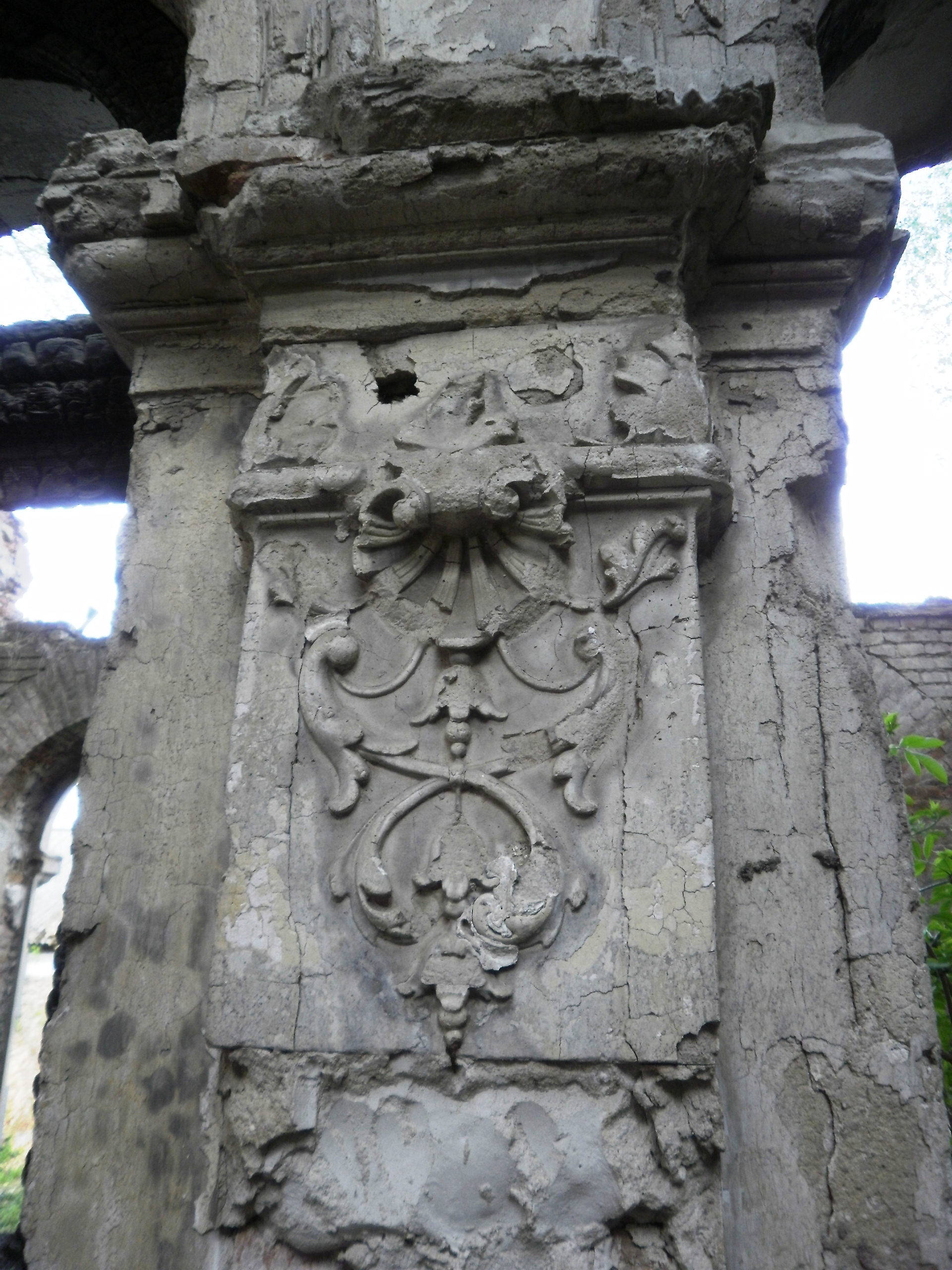
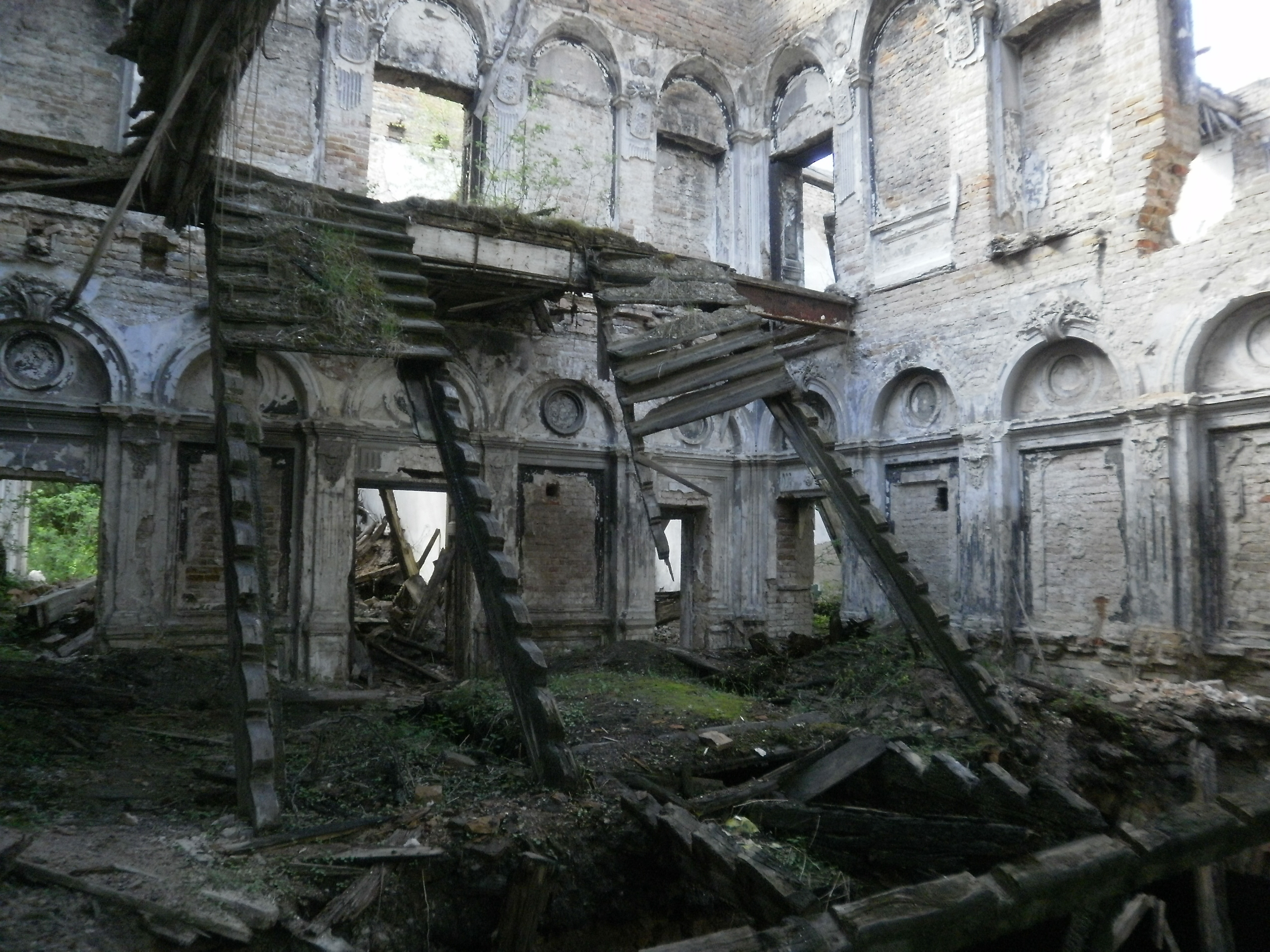
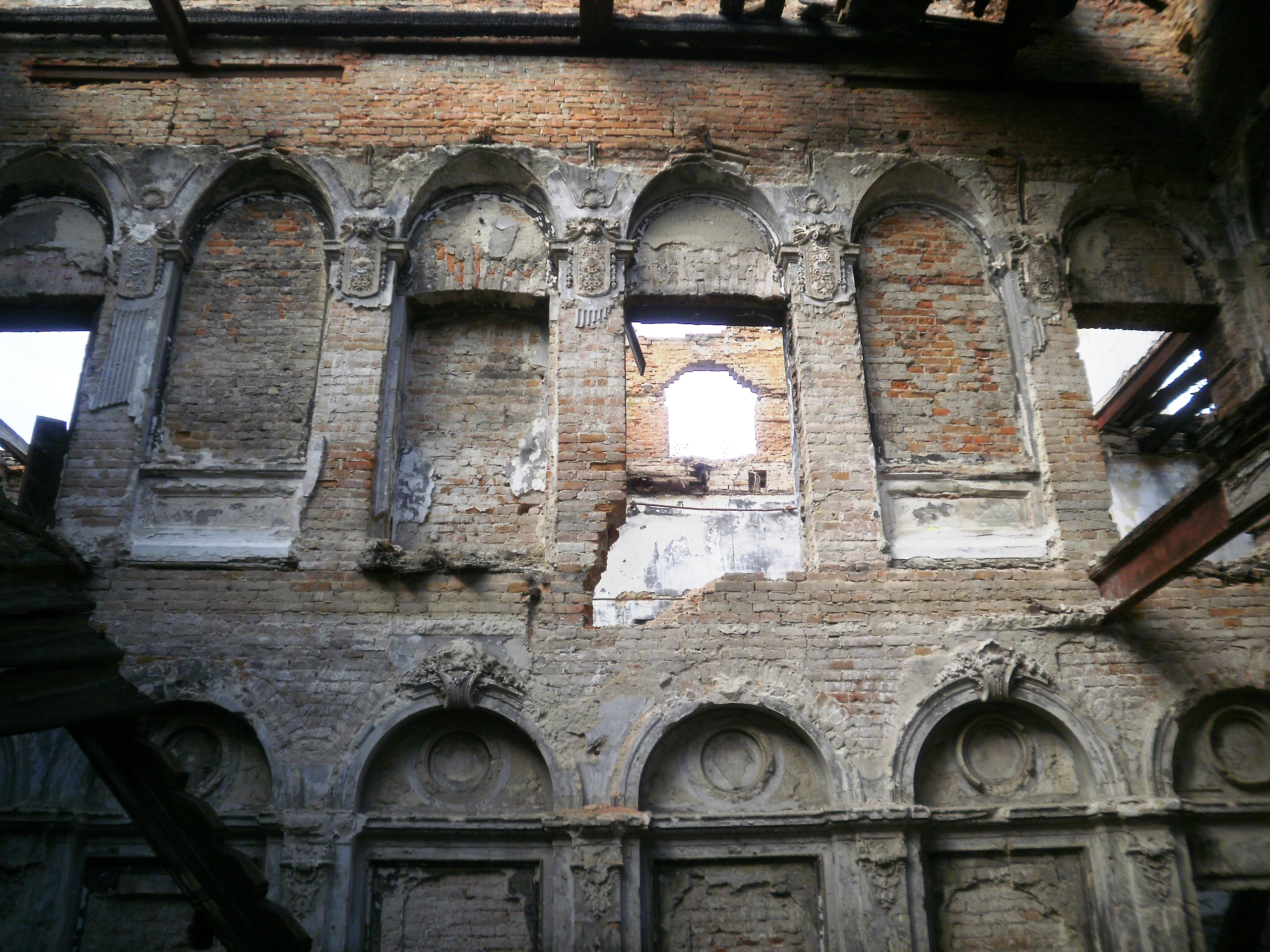
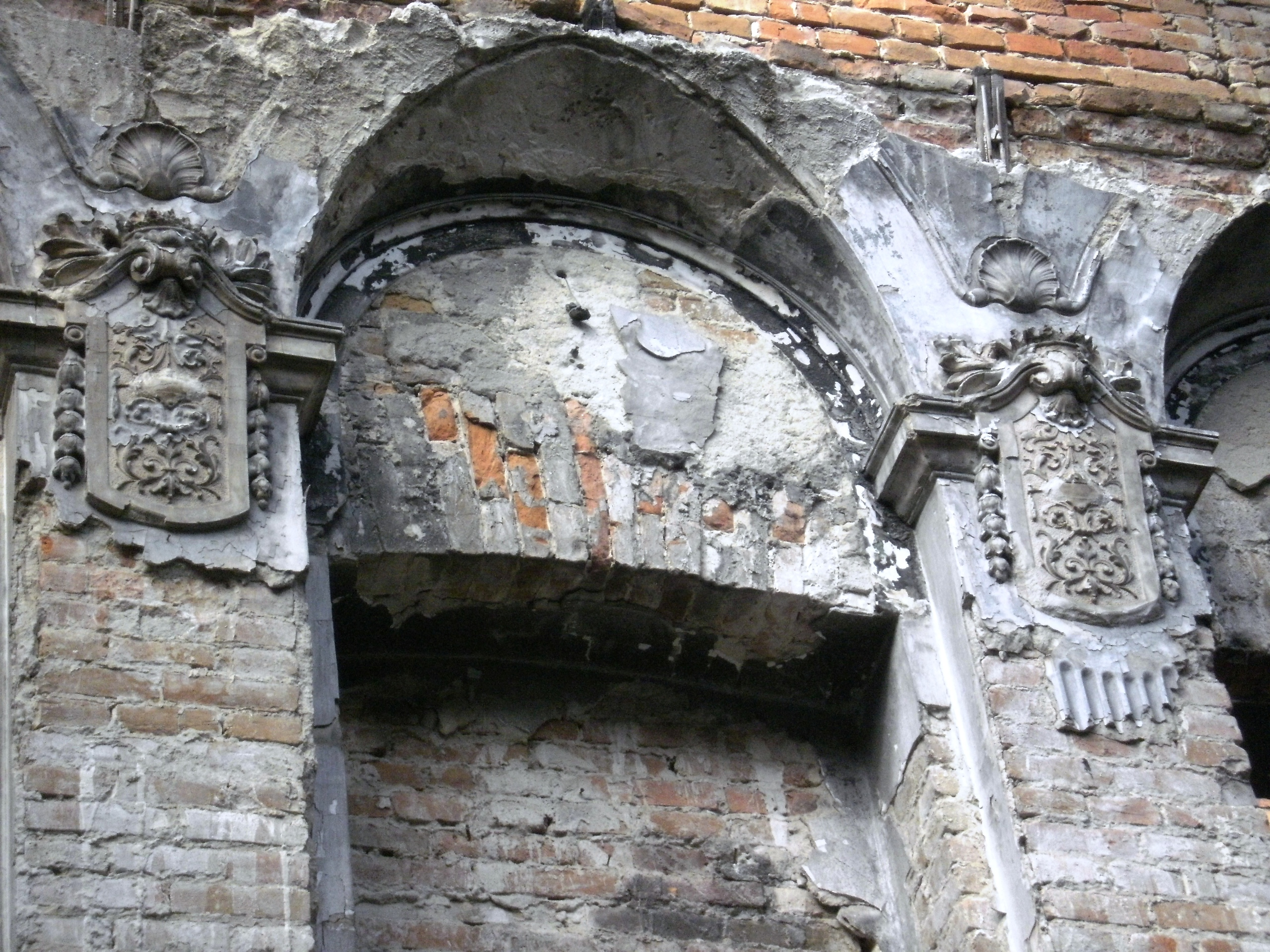
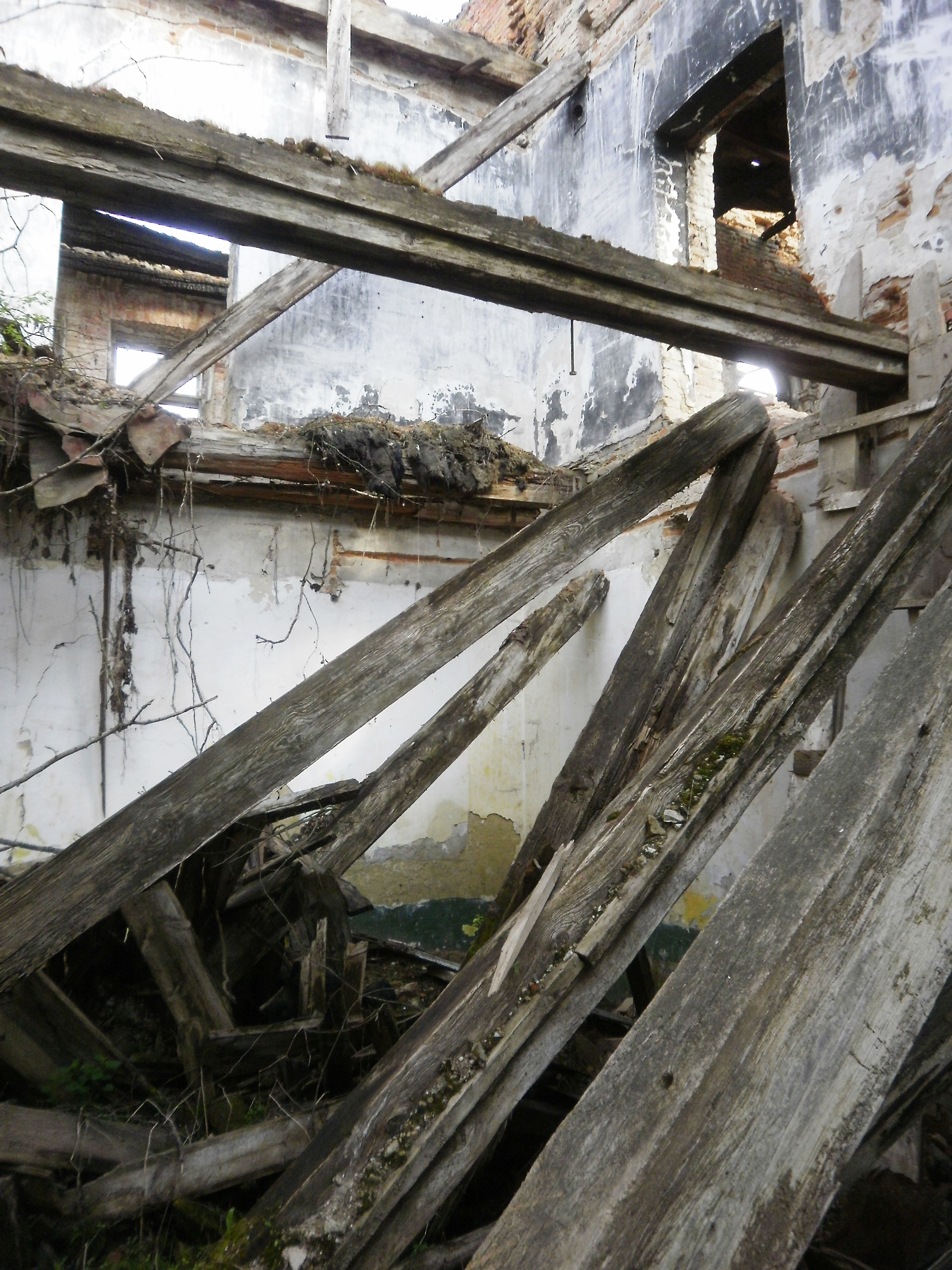
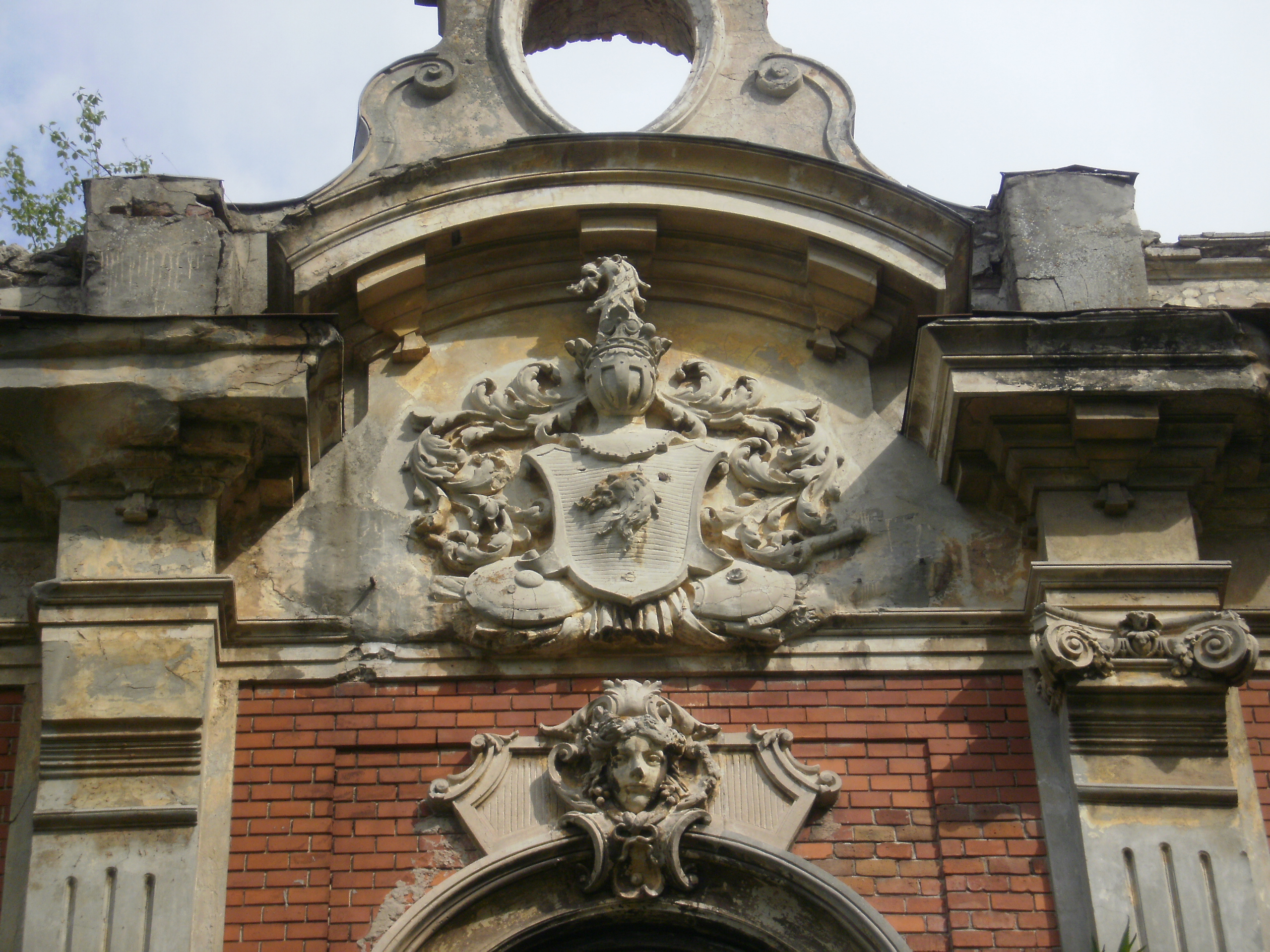
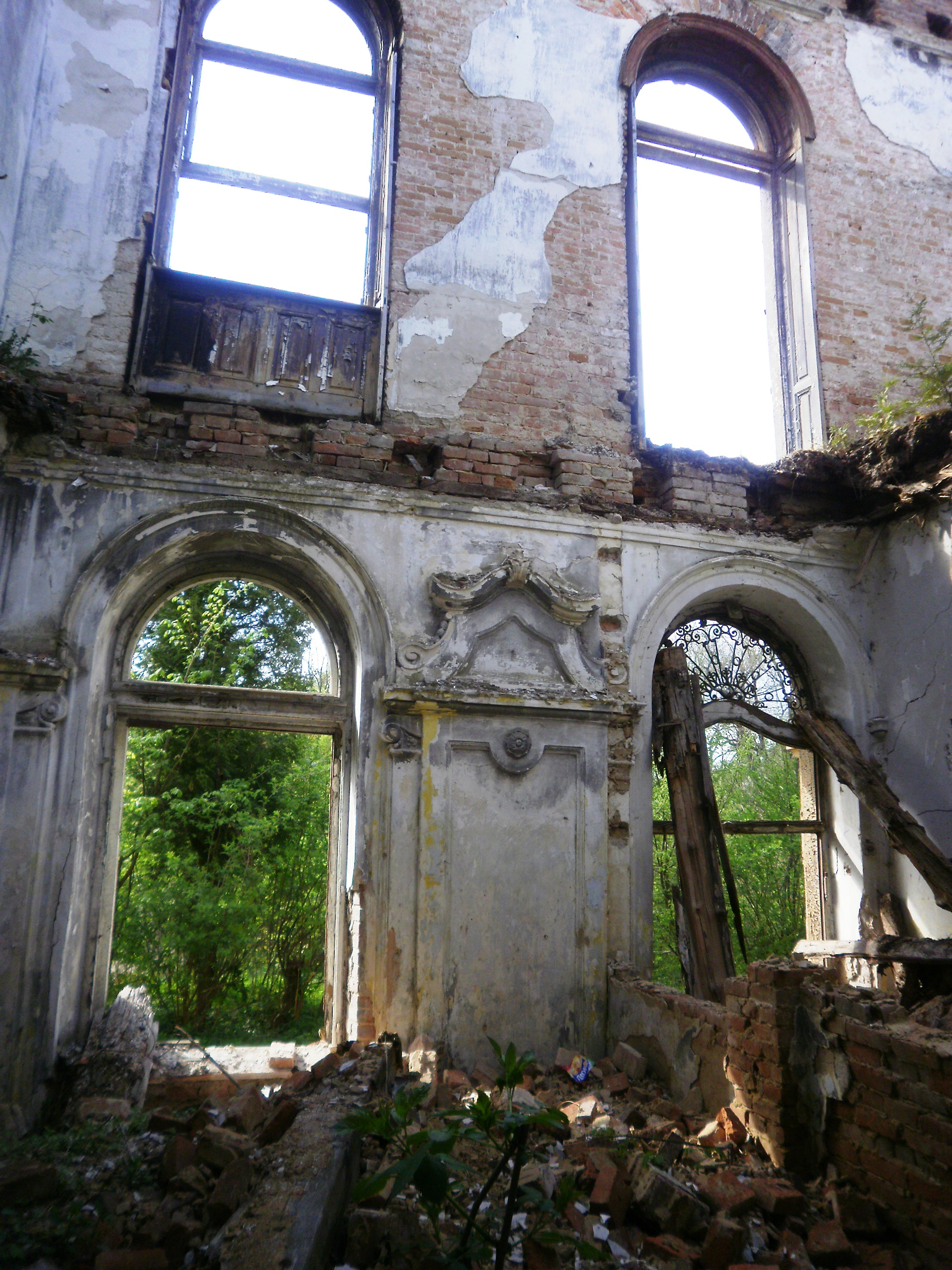
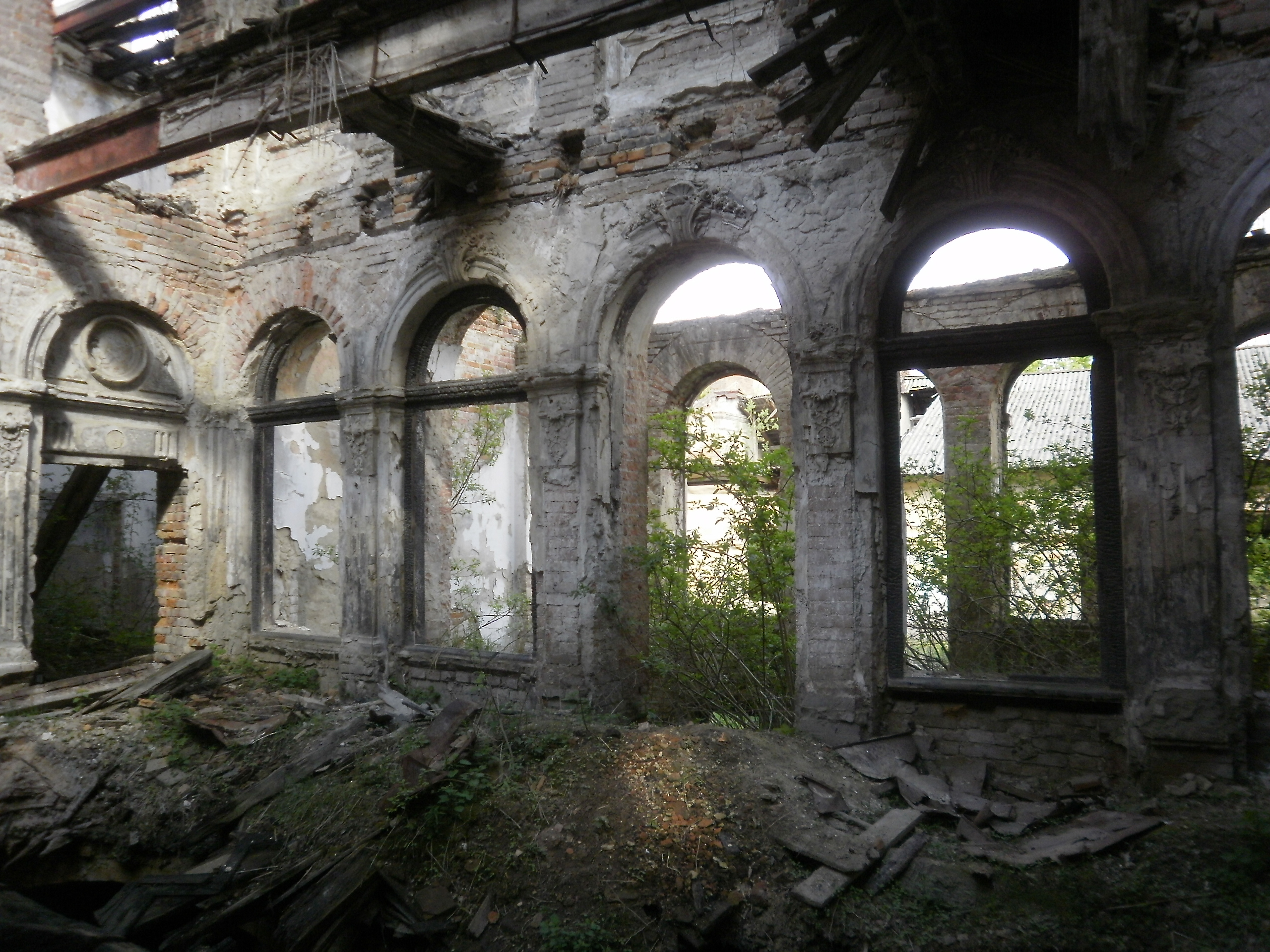
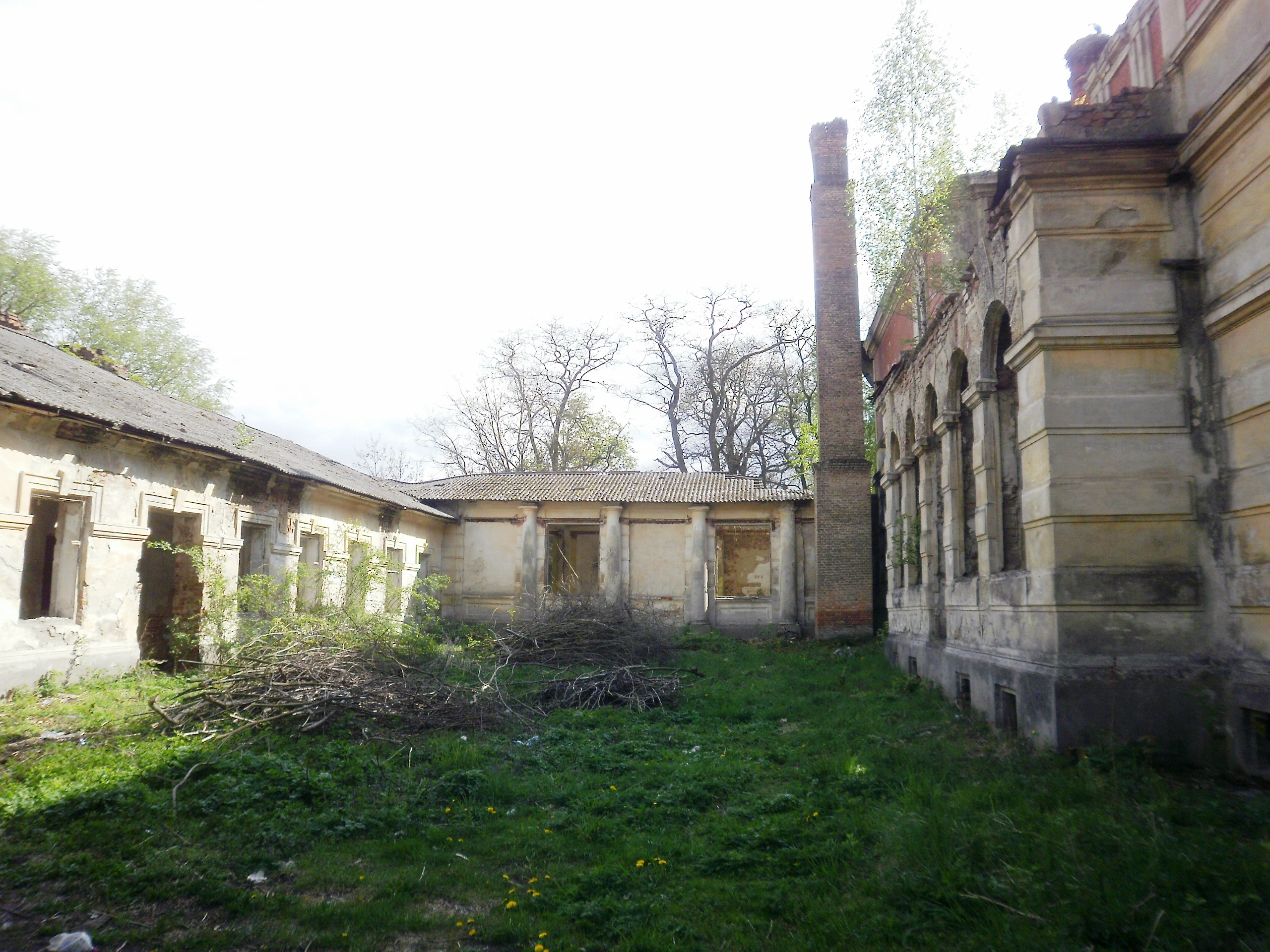
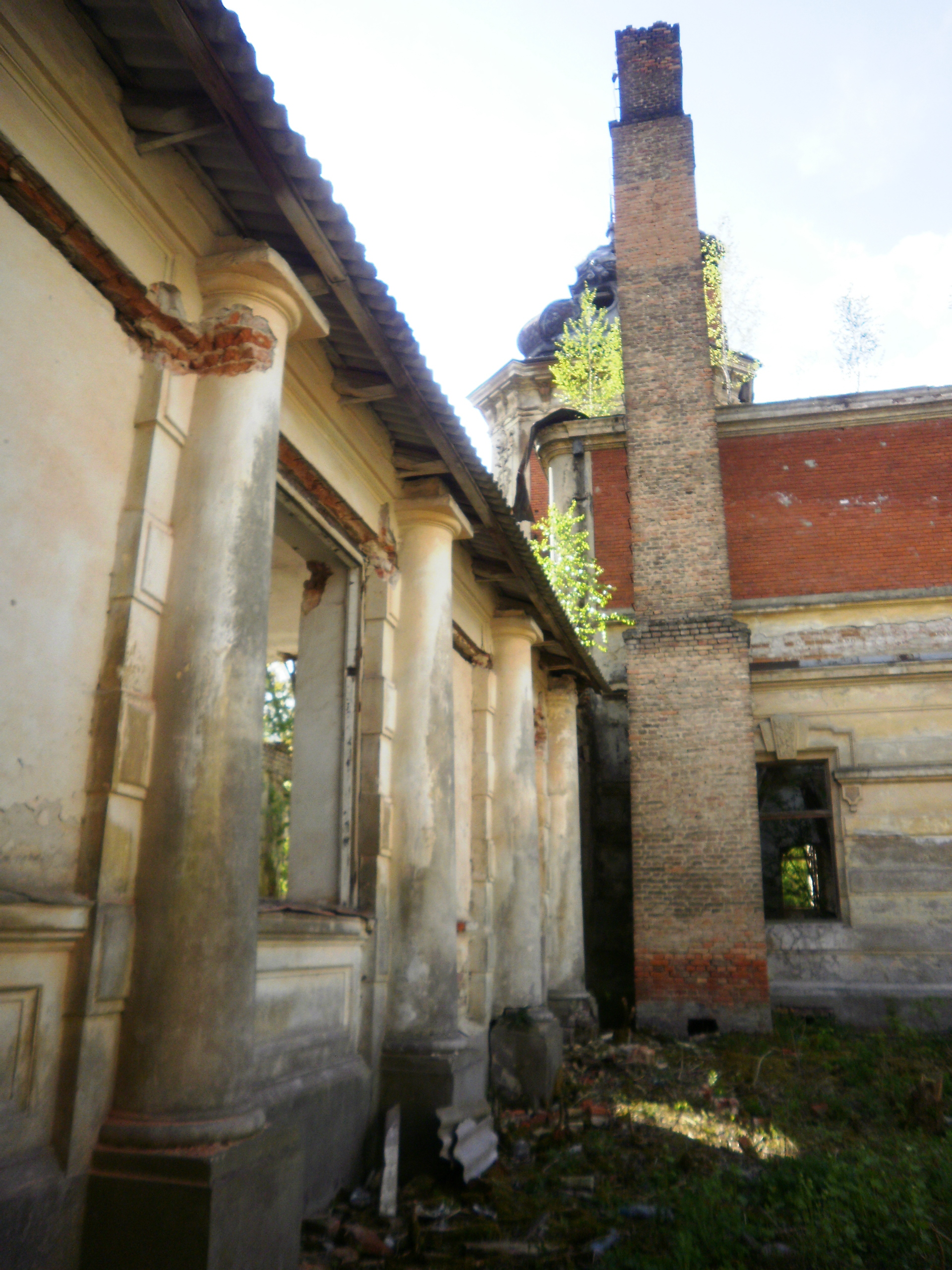
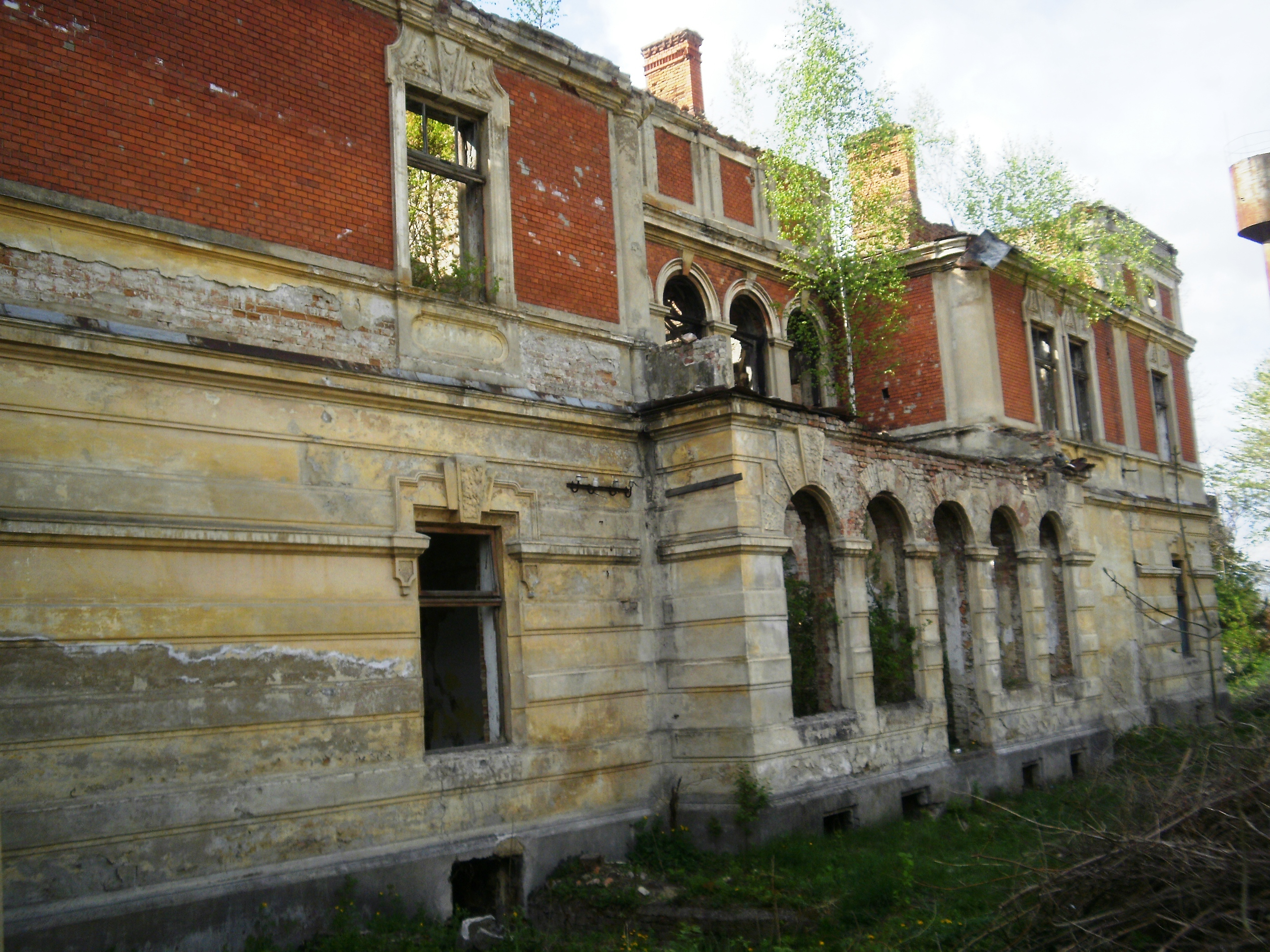
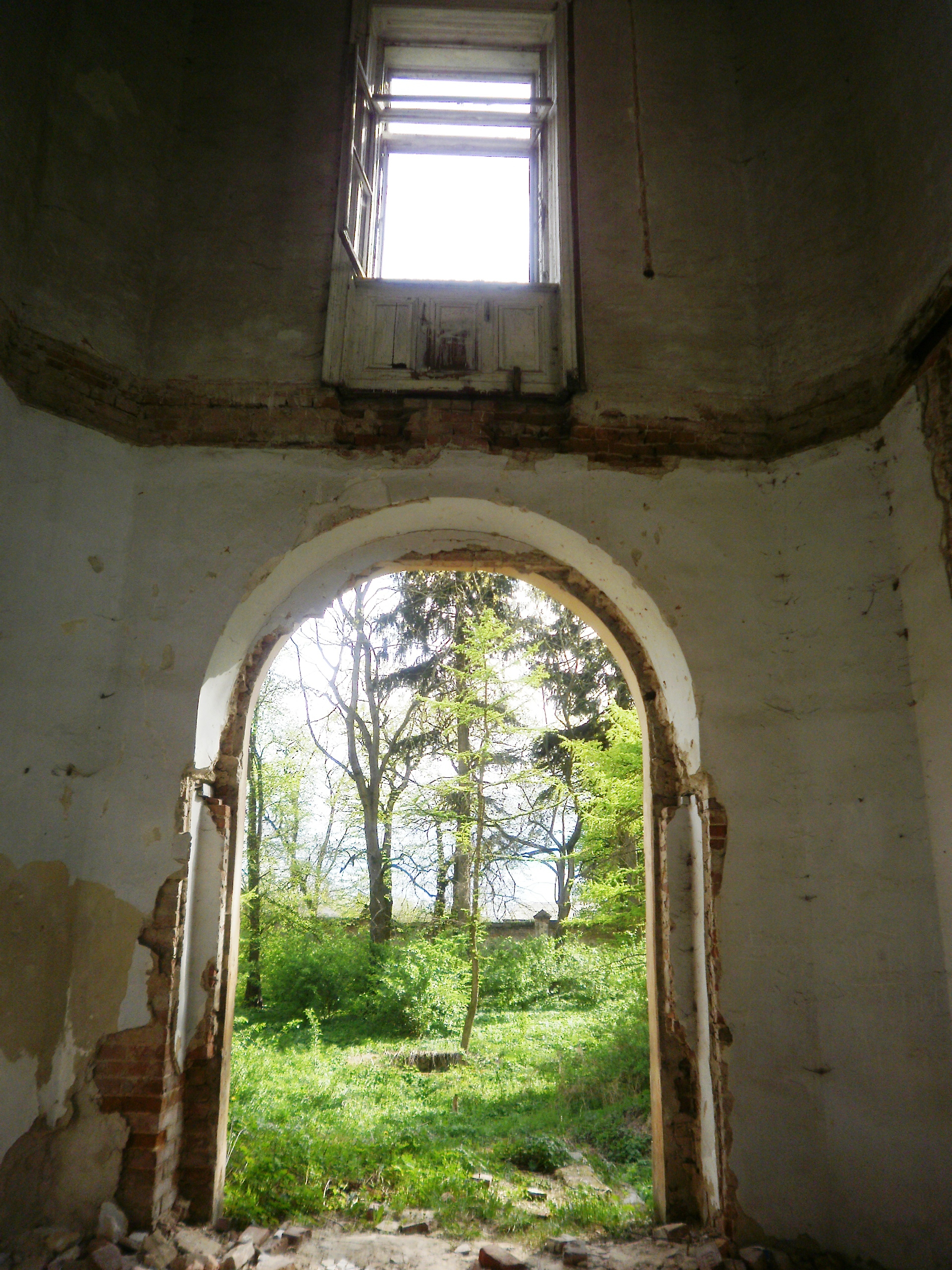
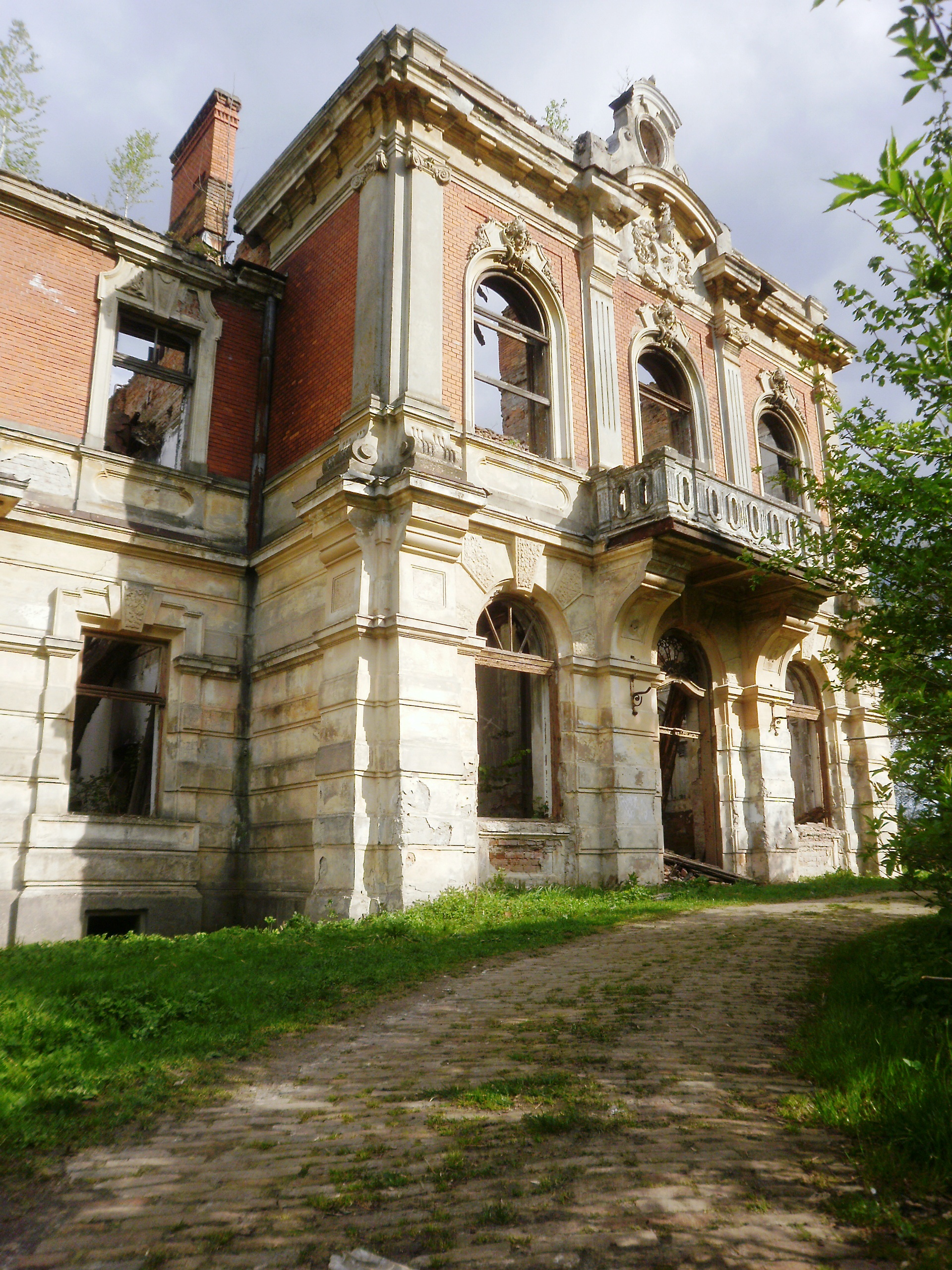
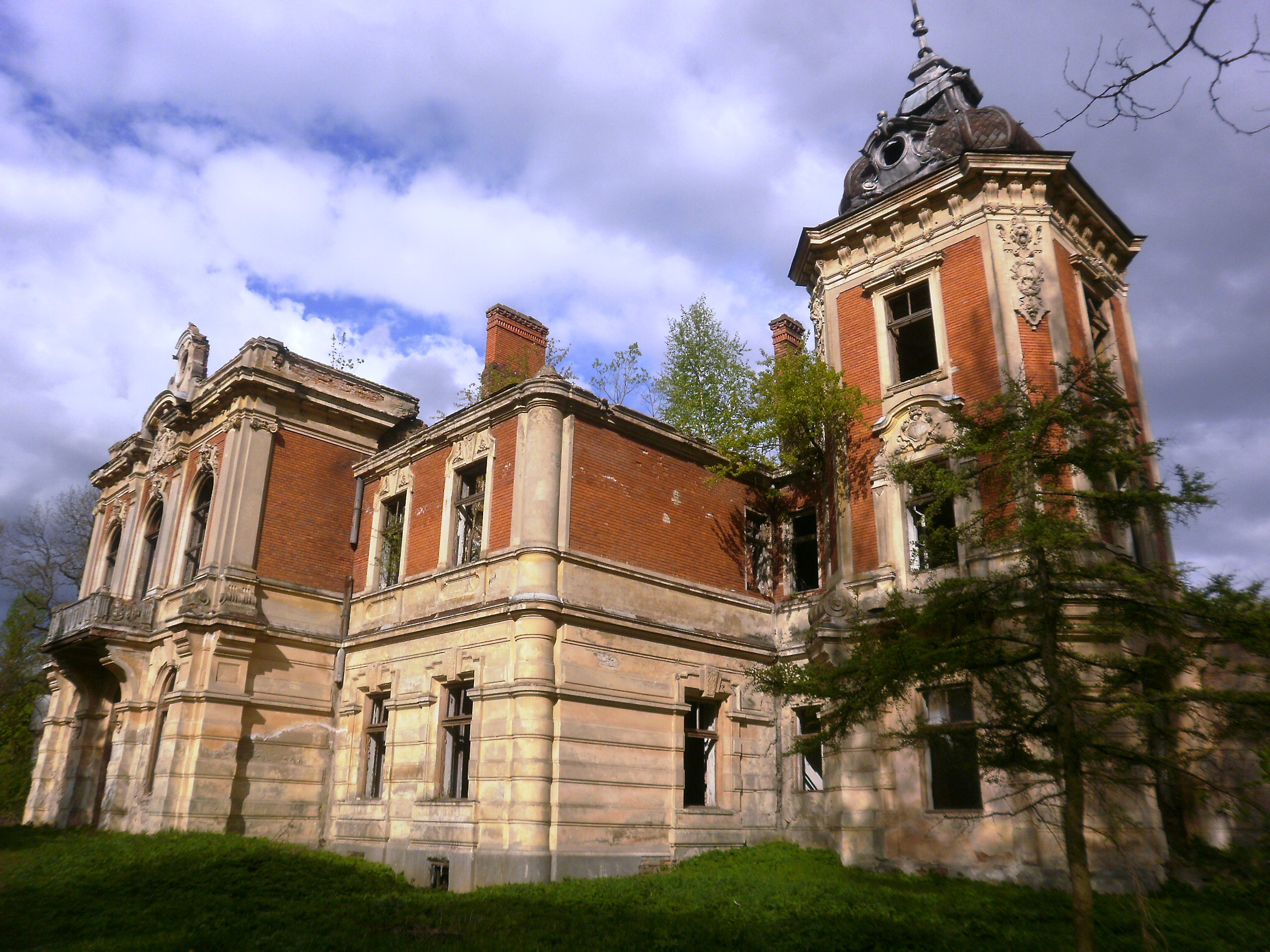
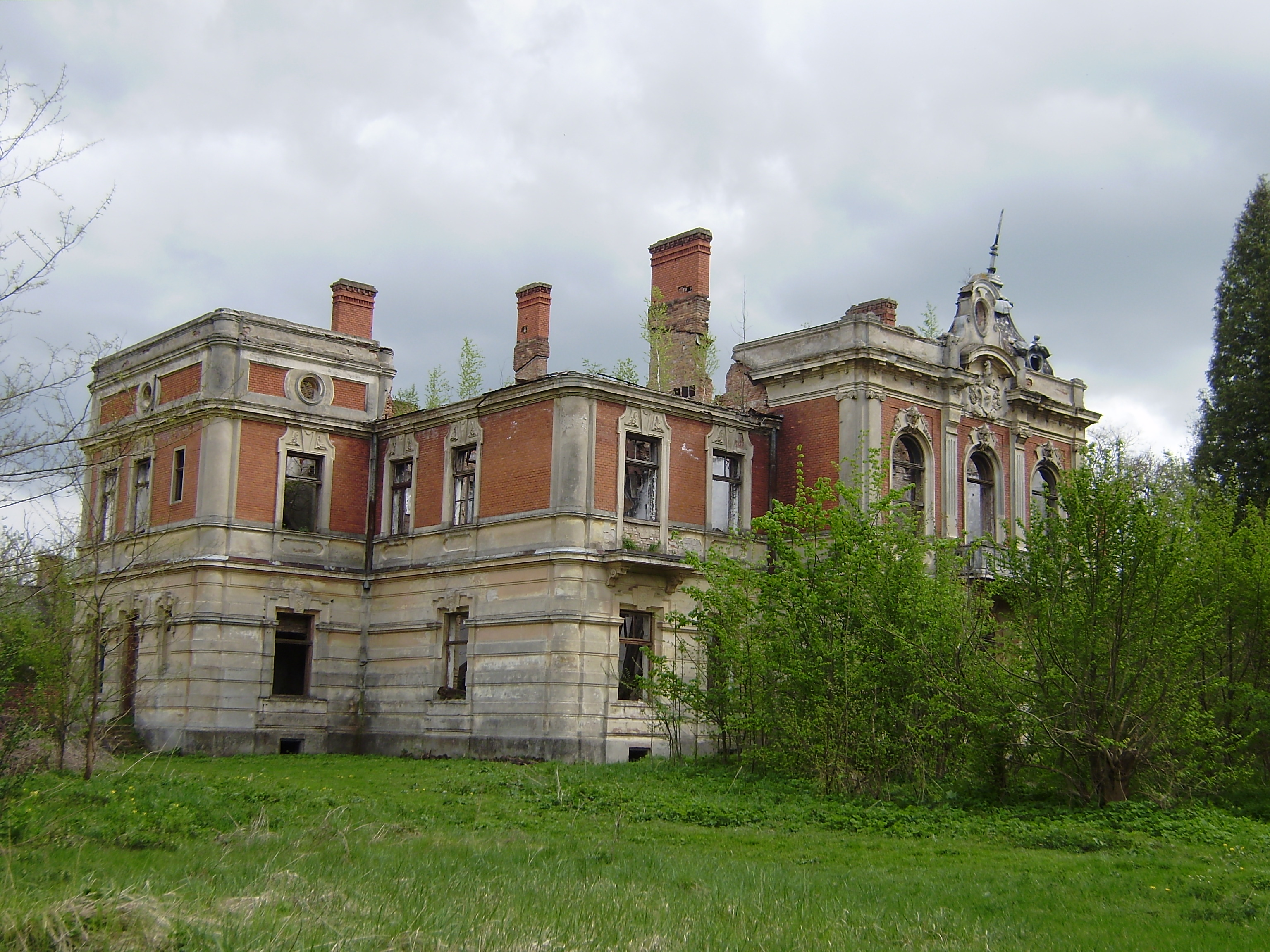
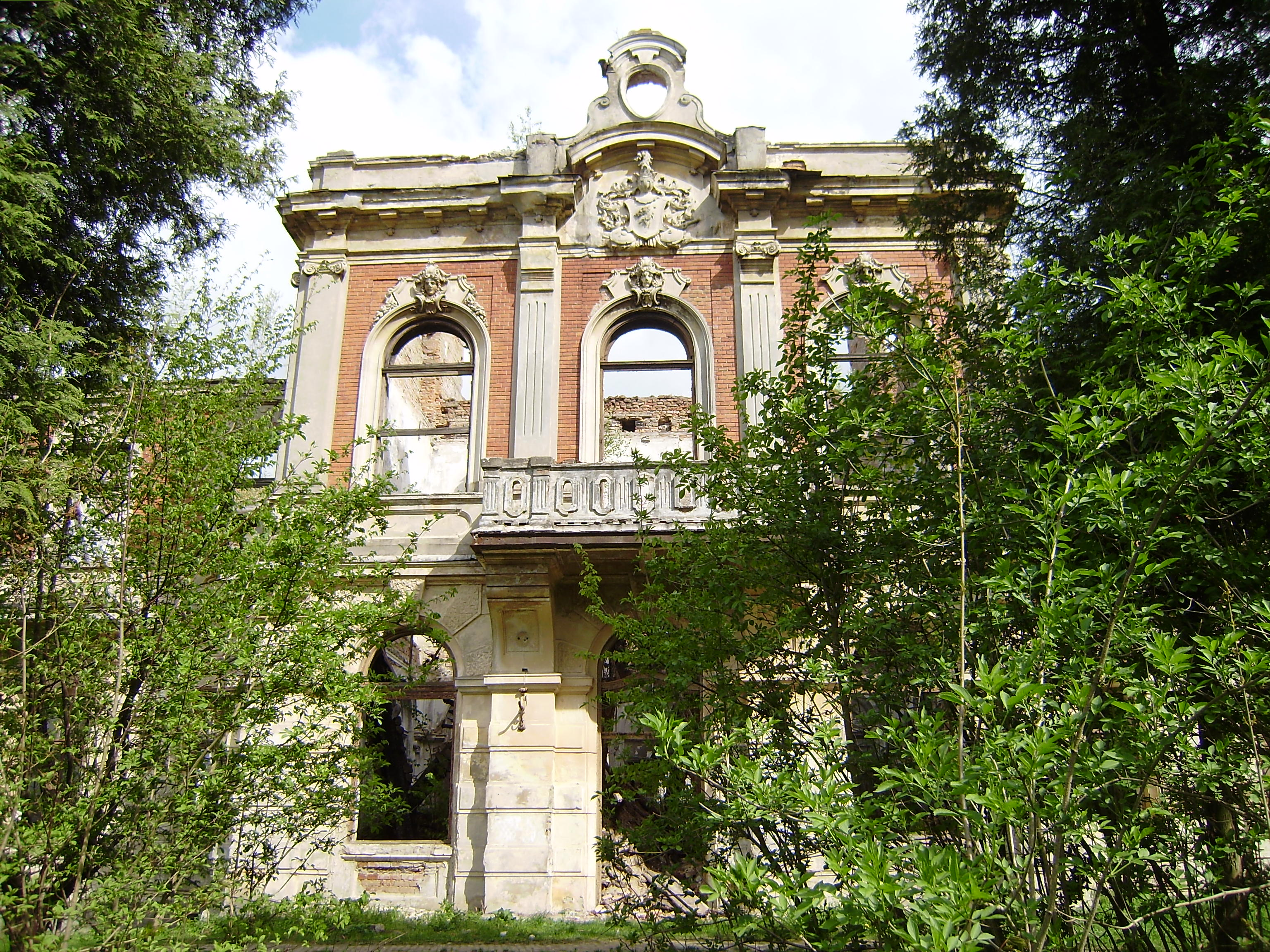
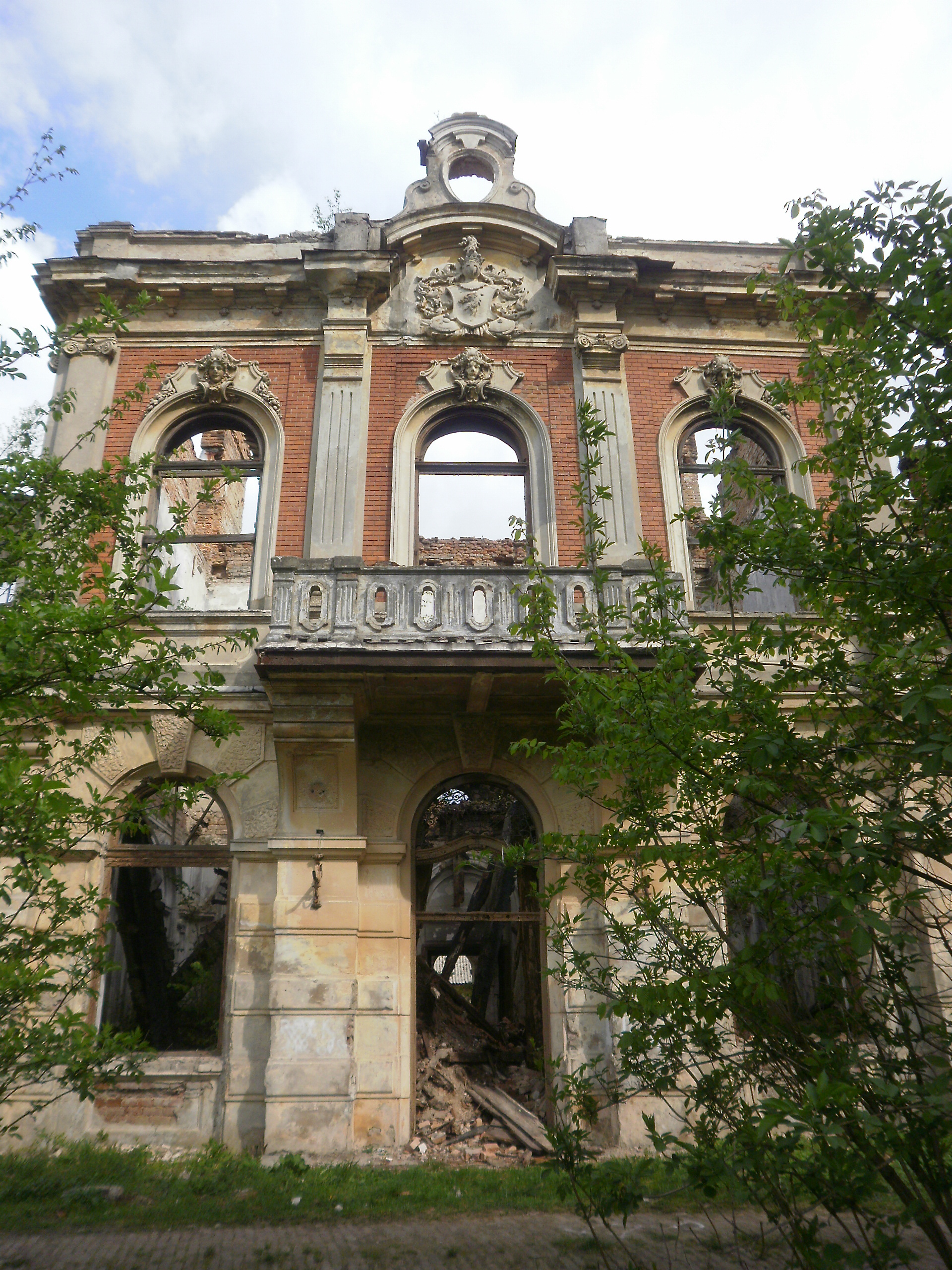
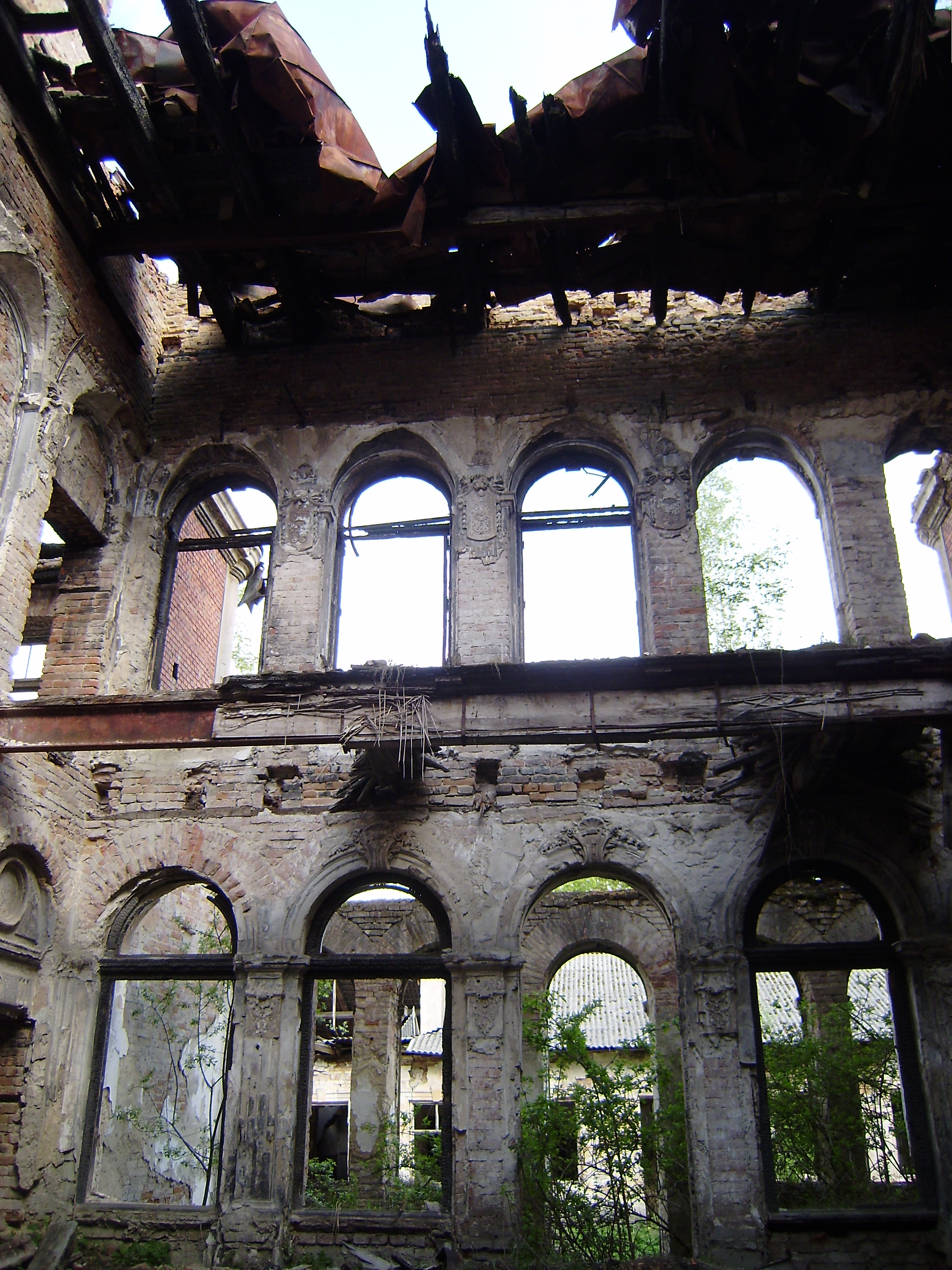
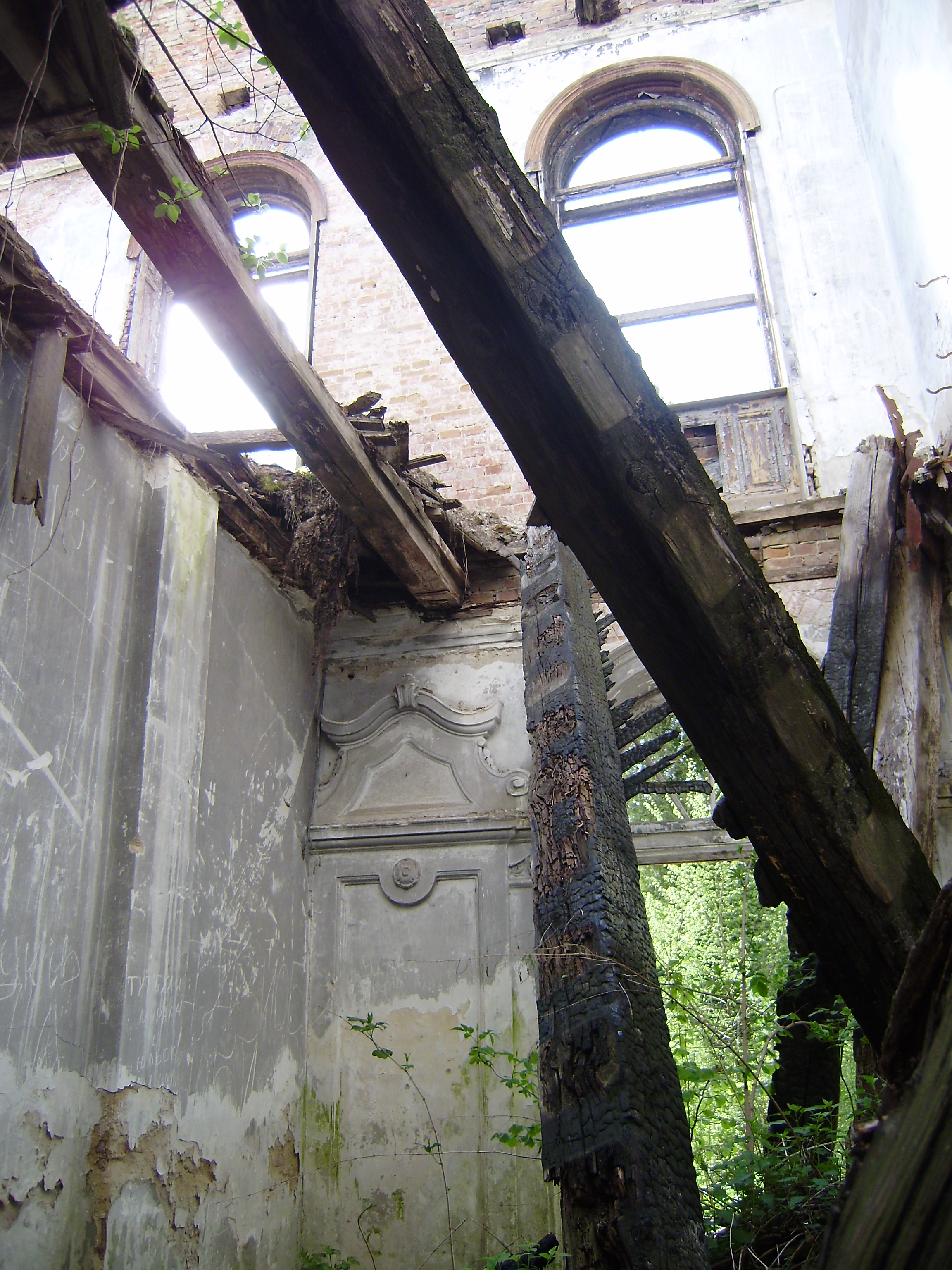
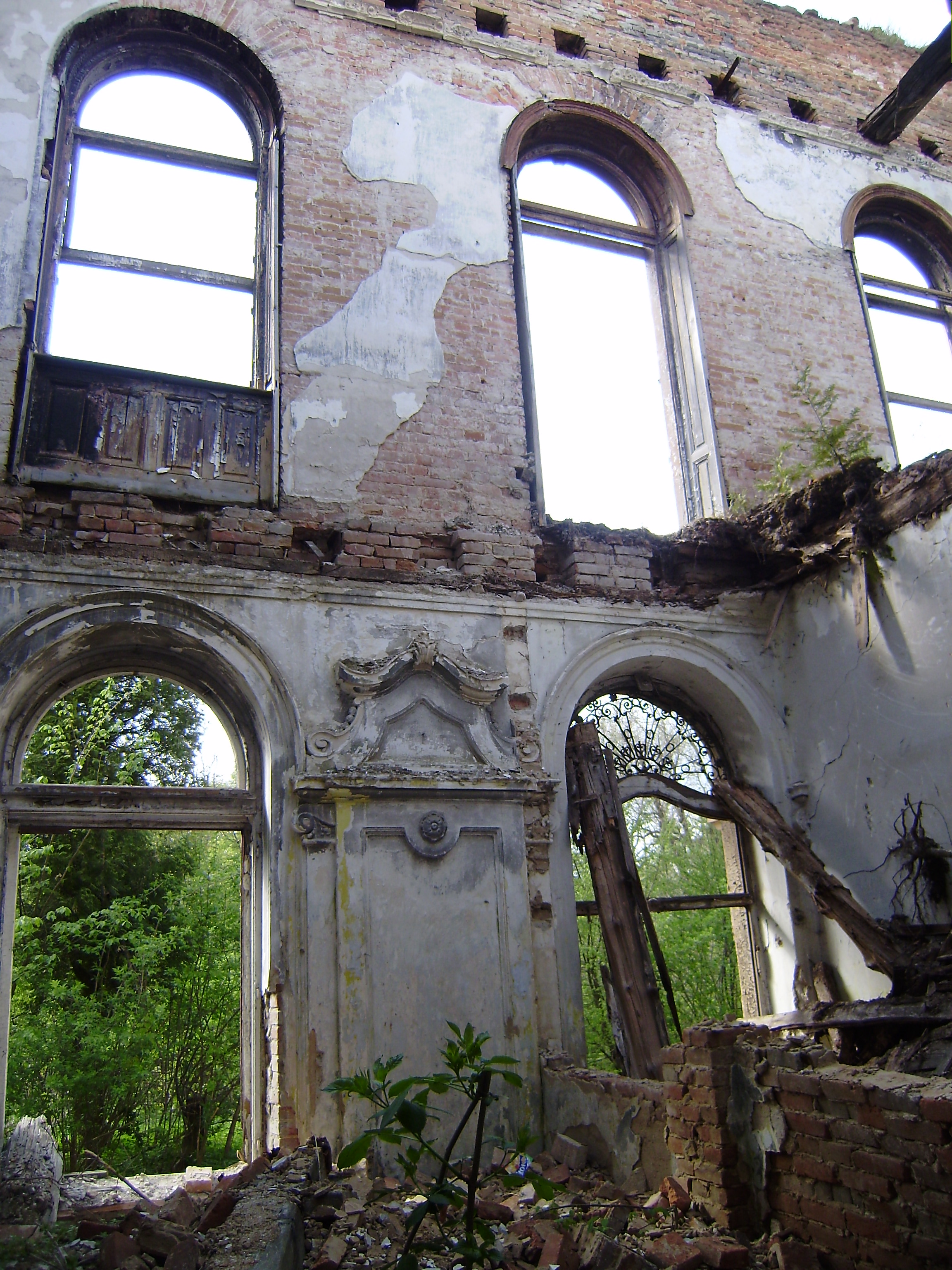
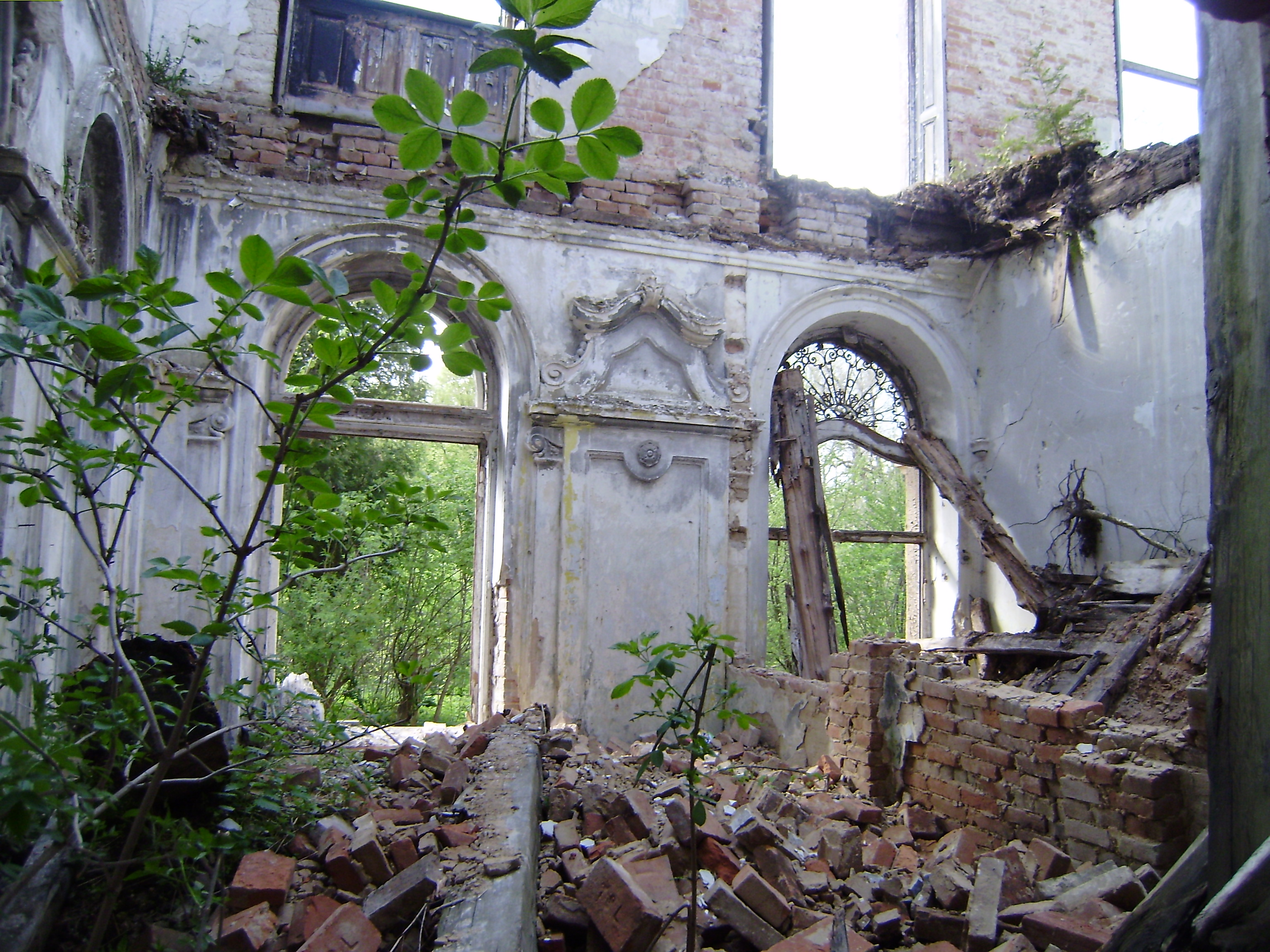
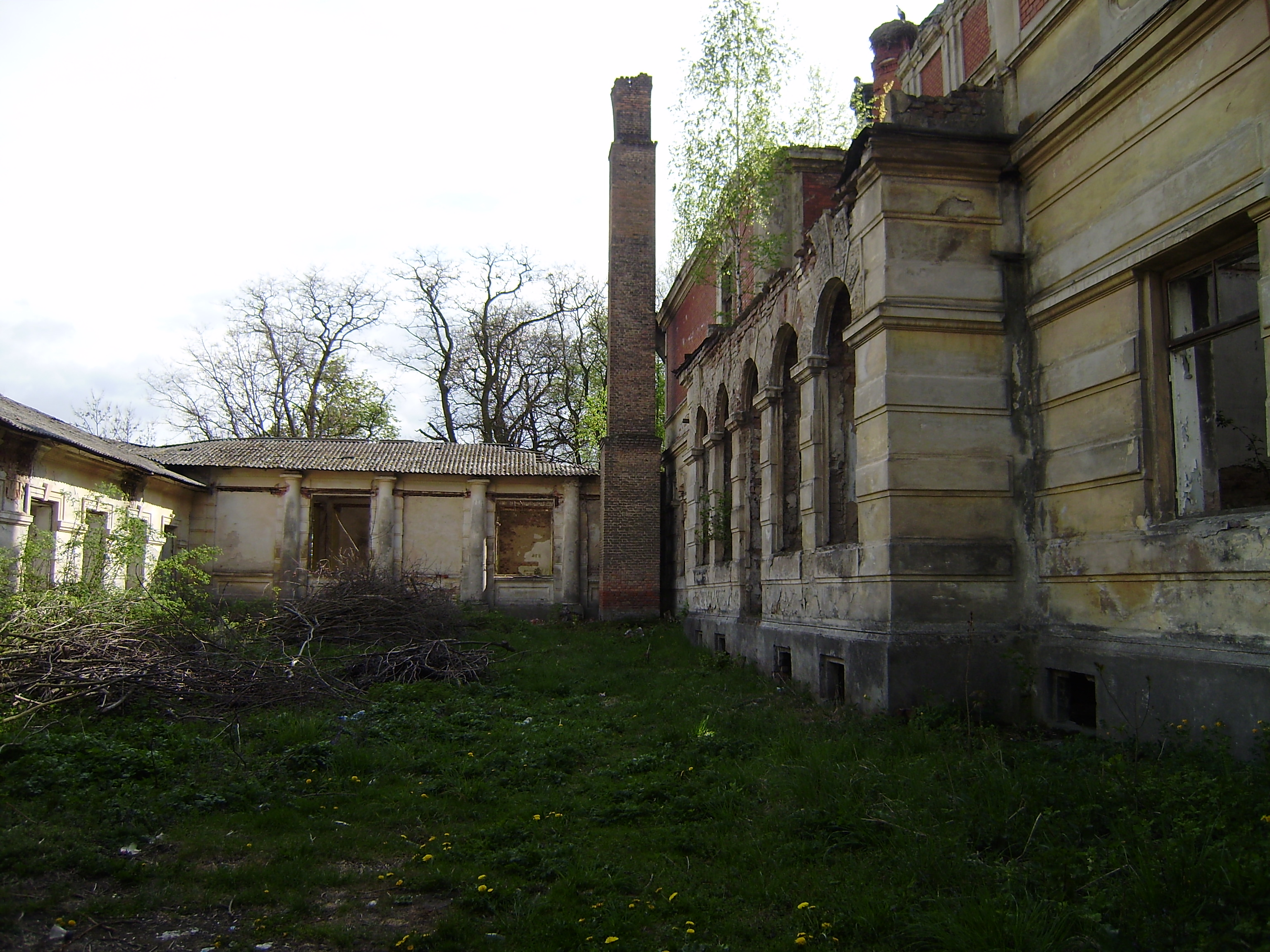
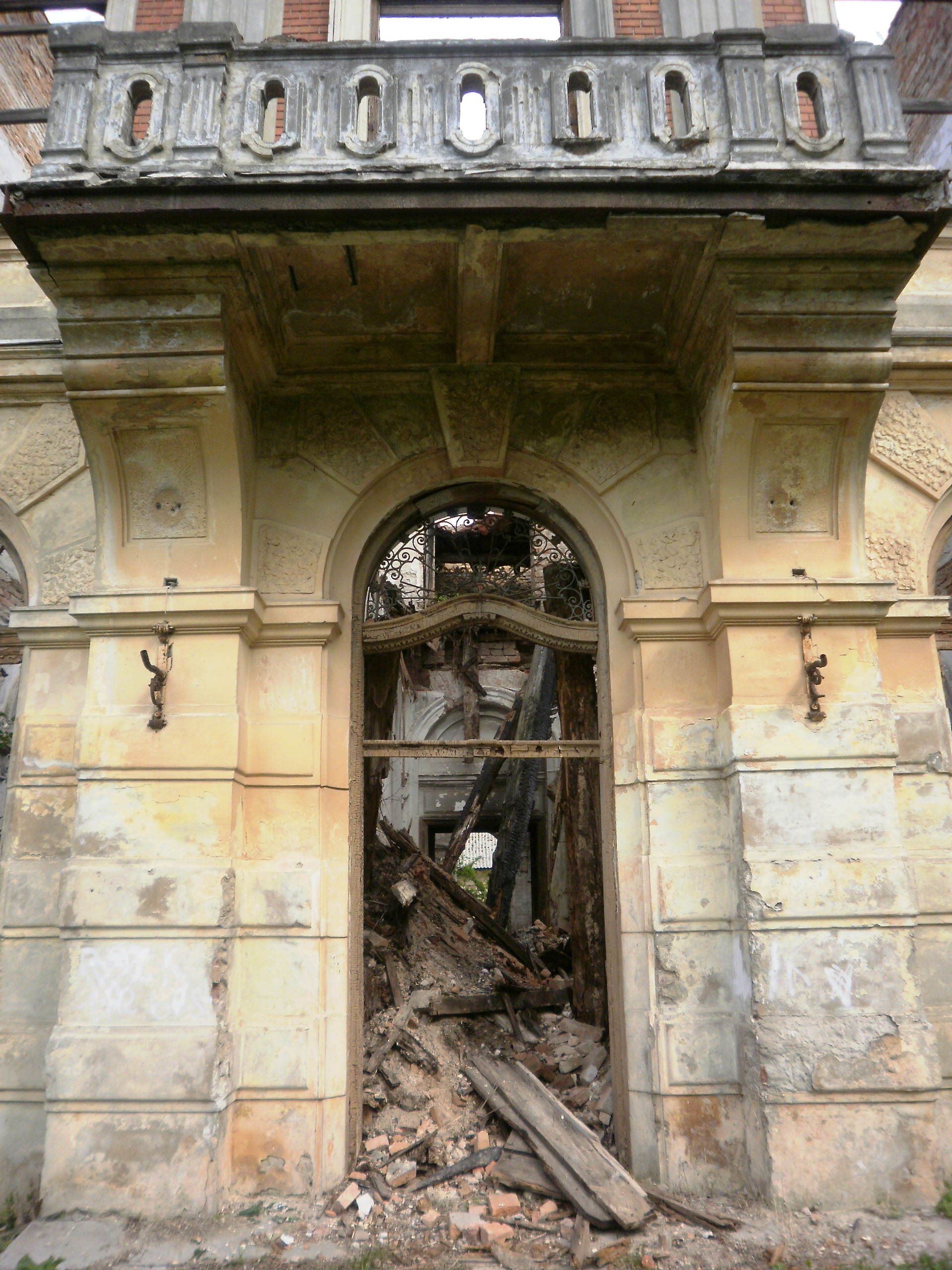
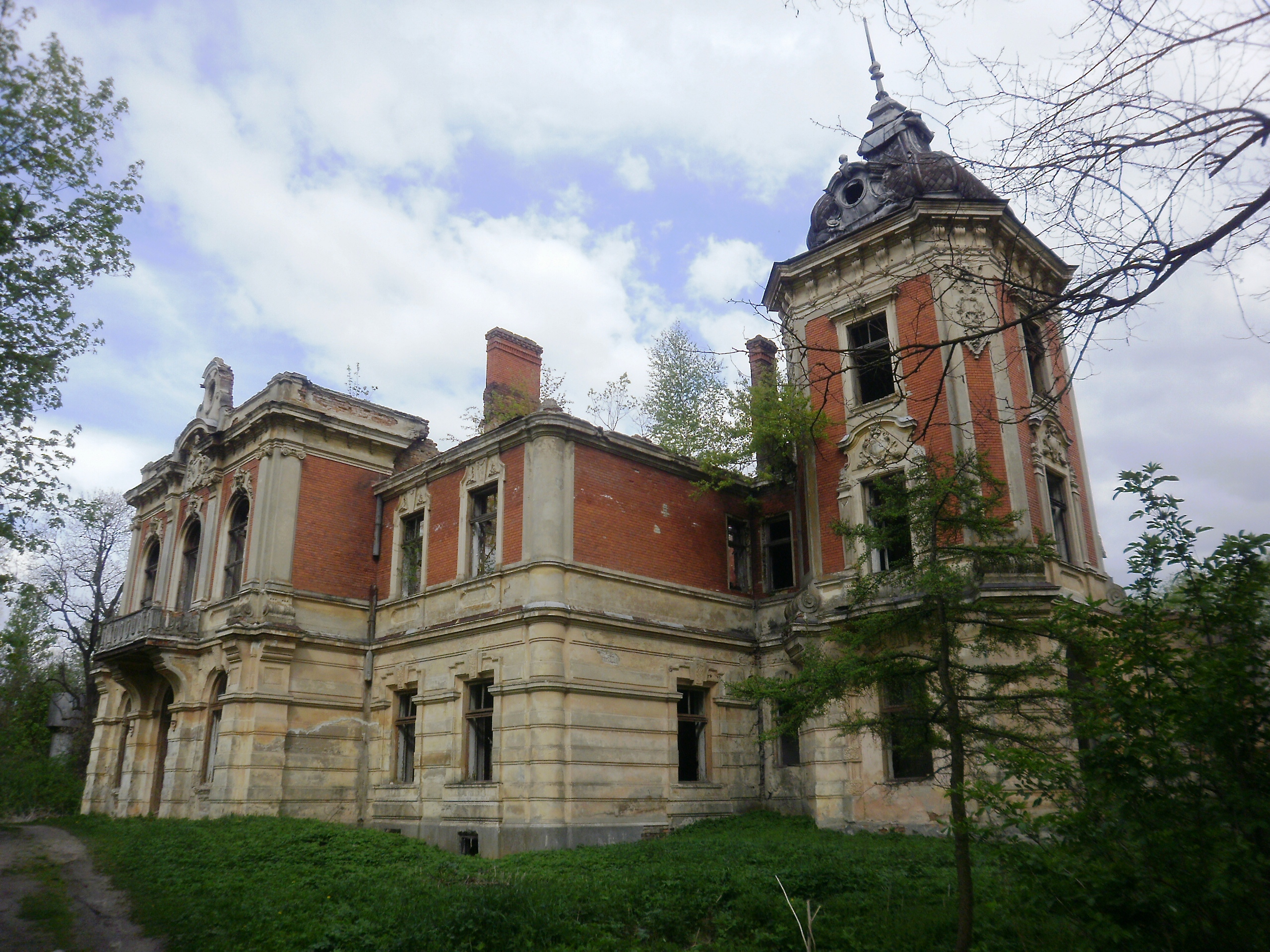
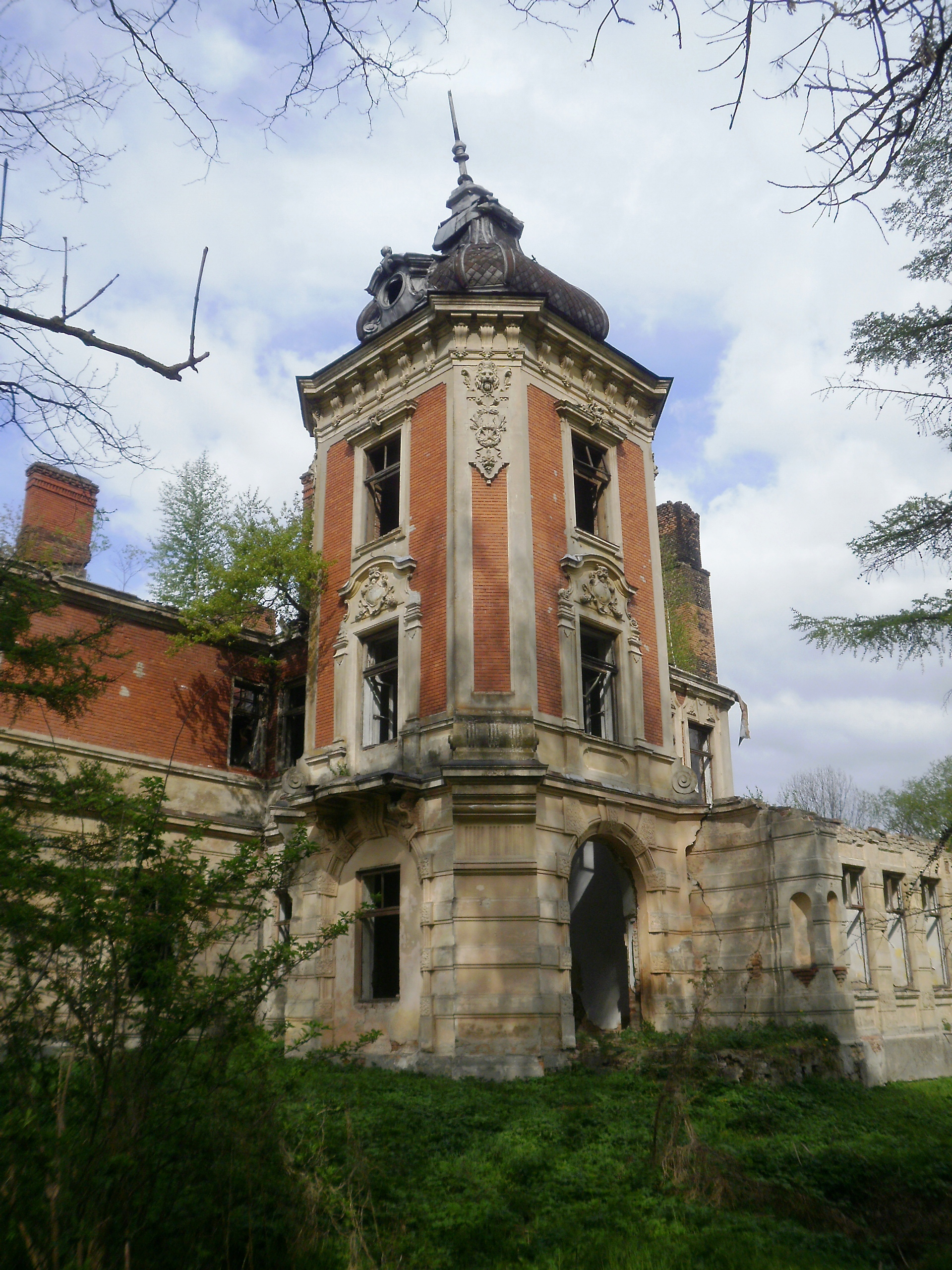